# みどり荘事件
みどり荘事件（みどりそうじけん）は、1981年（昭和56年）6月、大分県大分市で発生した強姦・殺人事件である。大分女子短大生殺人事件とも呼ばれる。
隣室の男性が逮捕・起訴され、第一審で無期懲役の有罪判決が言い渡されたものの、控訴審で逆転無罪が言い渡され確定した。控訴審の判決理由では被告人以外の真犯人の存在が示唆されたが、1996年（平成8年）6月28日に公訴時効が成立し、未解決事件となった。
日本で初めて裁判所の職権でDNA鑑定が採用された事件、当番弁護士制度創設のきっかけになった事件、また、被疑者や家族に対する報道被害事件としても知られている。

## 概要
1981年（昭和56年）6月27日から28日にかけての深夜、大分県大分市のアパート「みどり荘」で女子短大生（当時18歳）が殺害された。血液型B型の血液を含む血液型A型の唾液が検出され、被害者の血液型はA型であることから、この血液は犯人のものと推定された。
事件から約半年後の1982年（昭和57年）1月14日に、血液型B型だった隣室の輿掛良一（当時25歳）が被疑者として逮捕された。輿掛は捜査段階や公判の初期において被害者の部屋にいたことを自白していたが、裁判途中から供述を翻して無実を主張。しかし、1989年（平成元年）3月の第1審判決では、自白と科学警察研究所（科警研）の毛髪鑑定などから無期懲役の有罪判決が出された。
控訴審では、科警研の毛髪鑑定や福岡高等裁判所が職権で採用したDNA型鑑定といった犯行現場で採取された体毛と輿掛の体毛が一致するとした鑑定結果などについて多くの批判や矛盾が指摘され、1994年（平成6年）8月に日本の殺人事件では異例の保釈がなされた。1995年（平成7年）6月30日には無罪判決が出され、同年7月13日に福岡高等検察庁が上告を断念し、7月14日に確定した。事件発生から14年が経過していた。
控訴審の判決理由では、輿掛以外の真犯人の存在が示唆されている。無罪判決から殺人罪の公訴時効成立（当時は15年）まで約1年あったが、捜査機関である大分県警察は再捜査を行わず、1996年（平成8年）6月28日に時効が成立した。

## 事件発生

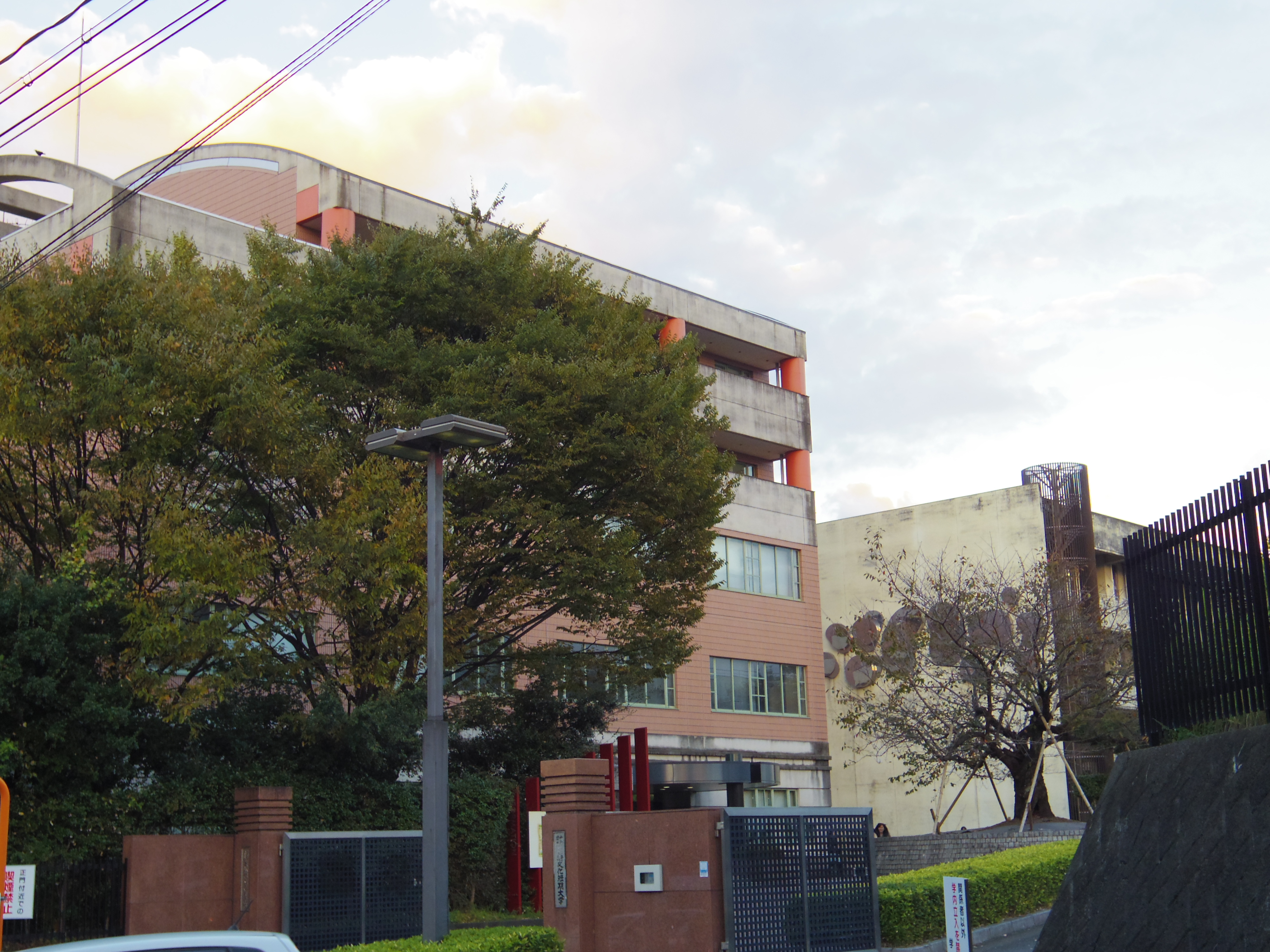
大分県立芸術文化短期大学
2012年撮影。

事件現場となったのは、大分県大分市六坊町（現六坊南町）にあった2階建てアパート「みどり荘」である。大分県立芸術短期大学（現大分県立芸術文化短期大学）のすぐ北にあり、同短大の学生をはじめ若い女性が多く住んでいた。間取りは、西側にある玄関のドアを開けると狭いタタキと3畳ほどの台所、その奥が東向きに窓のある6畳の和室で、玄関を入って左右に風呂とトイレであった。各階4室の計8室（101・102・103・105・201・202・203・205）があり、南側（1号室側）に金属製の外階段がついていた。被害者の女性は203号室に住む同短大1年の女子学生で、同短大2年の姉とともに暮らしていた。
1981年（昭和56年）6月27日、姉妹は、所属する短大の音楽サークルと大分工業大学（現在の日本文理大学）の学生とのジョイントコンサートに参加し、終了後の打ち上げにも揃って参加した。22時30分ころに1次会が終わり姉は2次会へと向かったが、被害者は「お風呂に入りたい」という理由で断った。ほかの女学生も含めた3人と一緒に男子学生に送ってもらい、みどり荘近くの交差点で「すぐそこだから」と23時15分ころに彼らと別れている。男子学生は残りの女学生を送ったあと、23時30分ころに2次会に合流した。
事件は、被害者が帰宅後、入浴のために風呂のガスに火をつけた直後に発生したと思われる。日付が変わる前後、みどり荘や付近の住民は、「誰か助けてえ」という女性の悲鳴と、それに続いてドタンバタンという物が倒れたり誰かが誰かを追い回すような音を聞いている。しばらくすると普通の会話の声で「教えて」「どうして」などという言葉が聞こえたが、その後再びドスンドスンという音が続いたという。
一方、姉が参加していた打ち上げの2次会は、被害者らを送っていった男子学生が戻ってほどなくお開きとなった。姉は自室に泊めるつもりだった友人女性と一緒に男子学生らにみどり荘まで送ってもらい、6月28日0時30分過ぎに男子学生らと別れた。階段を上がり、ドアの鍵を開けようとしたが、203号室の鍵はかかっていなかった。ドアを開けると台所と6畳間の電気はついたままであり、煌々とした明かりの下で台所に横たわる妹を見つけた。上半身はTシャツを着ていたが胸までまくられ、下半身は裸、首にはオーバーオールが巻きつけられ、口からわずかに舌を出している顔を見て、すぐに姉は妹が死んでいることを理解した。姉と友人女性は警察に連絡してもらおうと送ってくれた男子学生らを探しに戻ったが見当たらなかったため、近くに住む別の男子学生のアパートを訪ねて事情を説明し、この男子学生が近くの公衆電話から0時51分に警察に通報した。

## 捜査

### 初動捜査
6月28日1時ころに一人の巡査がいち早く現場に到着した。巡査は遺体を確認したあと、両隣の住民の話を聞こうとドアを叩いたが、205号室は電気も消えており、202号室は電気はついていたものの誰も出てこなかった。その後、みどり荘前の空き地を捜索していたところ、202号室の窓から男に「なにしよるか!」と声をかけられた。巡査は202号室に向かい、男に203号室で殺人事件が発生したことを伝え、何か物音を聞かなかったか聞いたが、男の返答は「酒を飲んで寝ていて何も聞いていない」とのことであった。
事件現場となった203号室の現場検証では、室内に犯人と被害者が争った跡は見られたが、金品を物色したような形跡はなかった。また、室内に土足の跡もなかった。遺体の膣内と陰毛から精液が採取され、陰毛に付着していた精液は血液型B型の人物のものと判明した。6畳間からは経血のついた下着（被害者は生理中だった）と、乳白色に薄紅色が混じった液体が発見され、この液体は血液型B型の血液を含む血液型A型の人物の唾液であった。被害者の血液型はA型であり、被害者が加害者に噛みついて吐き出したものと推測された。そのほか室内から人毛と姉妹以外の指紋が多数採取された。検死の結果、死因は、手で首を圧迫したあと被害者のオーバーオールで首を絞めつけて絞殺した窒息死と確認された。
夜が明けると聞き込み調査の範囲が広げられ、近隣住民からの証言が得られた。201号室の住民は、「22時ころベッドに入ったが、隣の202号室から大きなステレオの音がして寝付けなかった。しばらくして小さくなったので寝付いたが、アパートのどこかの部屋から聞こえるドタンバタンという音で目を覚まし、そして、バターンという人が倒れるような音を聞いた。その合間に女性の声が聞こえ、小さな声だったが『どうして、どうして』と言っているのは聞こえた」という話をした。みどり荘から空き地を挟んだ東側に住む住民も、「23時ころに床についてからしばらくして、『どうして』『教えて』といった女性の声を聞いた。その後、みどり荘2階からドタンバタンという音が2、3回聞こえた」という旨を証言した。
また、事件現場である203号室の北隣の205号室の住民からは、より詳しい証言が得られている。彼女によれば、「当日は23時40分ころ、部屋の電気をつけたまま眠りにつき、どれくらい経ったころか分からないが、『きゃー』『誰か助けてぇー』という女性の悲鳴で目が覚めた。物が倒れるような音も聞こえた。どこかの部屋に痴漢でも入ったのかと思い、隣室の203号室の人に聞いてみようとパジャマのまま部屋を出て203号室のドアをノックしたところ、中から女性の悲鳴が聞こえたので、驚いて慌てて自室に戻り、頭からタオルケットをかぶってベッドに入った。『ううっ』という声も聞こえてきたので不安になったが、そのあとは普通に話す声が聞こえてきたので、ふざけていたんだろうと安心して、トイレに行って再びベッドに入った。しかし、しばらくするとドスンドスンという音とともに『神様お許しください』と泣き叫ぶ声が1、2分にわたって10回程度繰り返し聞こえた。そして、再び静かになったが、しばらくして押入れの方からカタカタという音が聞こえてきたので怖ろしくなり、実家に帰ろうと着替えて部屋を飛び出した。その際、木のツッカケを履いていたので、金属製の外階段はカンカンと甲高い音を立てた。短大の前の公衆電話から実家に連絡し、続けてタクシーを呼んで実家に帰った。タクシーに乗ったのは0時40分ころ、最初に女性の悲鳴を聞いて目を覚ましたのは、それより15分か20分くらい前だと思う」ということであった。
こうした情報からは、犯人は、深夜に被害者を訪ねても部屋に入れてもらえる程度の面識がある人物と思われた。6月29日の大分合同新聞も、犯人が土足で侵入した形跡がないことやドアの鍵が壊されていないことなどから「顔見知りの犯行か」と報じた。しかし、容疑者として捜査線上に浮上したのは、こうした犯人像とは異なる人物であった。

### 被疑者
被疑者として浮上したのは、事件現場の隣室202号室に住む輿掛良一であった。
輿掛は1956年（昭和31年）5月9日、大分県大野郡大野町（現豊後大野市）に生まれた。実家は農家であった。第4子として生まれた長男であったため可愛がられて育ち、幼いころは明るく活発な子どもであったという。しかし、小学校4年生の時に父が糖尿病となって入退院を繰り返すようになると生活は一変し、中学に入ると、母が父の看病のために大分市に移ったため、姉の2人との3人暮らしとなった。中学校2年生の2学期からは不登校となり、その際に自閉精神病質と診断されて投薬治療を受けている。翌年、母親と大分市内のアパートに一緒に住むようになって大分市立王子中学校に転校。1年遅れで中学を卒業して大分電波高等学校（現大分国際情報高等学校）に進むと、同校で知り合った友人とバイクを乗り回すようになった。高校時代には恋人もできている。高校もさらに1年遅れで卒業したあとは航空自衛隊に入隊し、初期教育が終わると1977年（昭和52年）8月に築城基地に配属された。新入隊員としてただ一人銃剣道の基地代表の一人に選ばれた輿掛は、先輩から特に目を掛けられて世話になっている。しかし、1980年（昭和55年）1月13日、飲酒運転で車が大破するほどの事故を起こし、輿掛自身は鎖骨の骨折で済んだが、自衛隊は退職せざるをえなかった。
その後、いくつか職を転々としたあと実家に戻り、同年10月1日から市内のホテルに飲料部のウェイターとして働き始めた。なお、同年9月には父が亡くなっている。高校時代からの恋人とすでに別れていた輿掛は、同じホテルの洋食店で働く恋人ができた。相手は高校を卒業したばかりの19歳で、彼女は、身長170センチ・体重65キロでのっそりとしたところのあるパンチパーマの輿掛のことを「おっさん」と呼んでいた。この新しい恋人の女友達が、偶然にも輿掛の高校時代からの友人の交際相手で、2人はアパートを借りて同棲していた。新しい恋人に「私たちも一緒に暮らしたい」とせがまれた輿掛は、1981年（昭和56年）4月20日からみどり荘の202号室で同棲を始めた。二人の交際・同棲は、双方の親も公認の仲であった。
事件のあった前日の1981年（昭和56年）6月26日は輿掛も恋人も早番勤務で、15時に勤務が終わって友人も含めて3人でパチンコに行ったあと、友人宅や喫茶店に寄って深夜に帰宅し、性行為をして寝た。翌6月27日は二人とも休みで、昼ころに一度起きてセックスをして再び眠り、15時ころに起床している。恋人が一緒に夕食の買い出しに行こうと誘ったのを輿掛が断ったことを発端に口論となり、恋人が以前から不満であった生活費のことで言い争いになったあげくに、恋人は実家に帰ると言って部屋を飛び出して行ってしまった。口喧嘩はしょっちゅうの二人ではあったが、部屋を出て行ったのは二人が同棲してから初めてのことであった。
事件当夜、輿掛は恋人が出て行った部屋に一人でいた。そして、事件現場の北隣の205号室の住民だけでなく、201号室や空き地を挟んだ住宅の住民も大きな音を聞いているにも関わらず、南隣の202号室の輿掛が「酒を飲んで寝ていて何も聞いていない」というのは不自然であった。さらに、事件の数日後には、102号室の住民が「ドタンバタンという音がしなくなったあとで、201号室か202号室の風呂で水を流す音を聞いた」という内容を証言している。

### 任意の取り調べ
事件直後に駆け付けた巡査に対して「酒を飲んで寝ていて何も聞いていない」と答えた輿掛は、その直後、騒ぎに気付いて顔を出した201号室の住民に殺人事件があったことを伝えている。そして、輿掛は巡査の許可を得て公衆電話に行き、恋人の実家に電話を掛けた。電話に出たのは恋人の母親であったが、恋人はすでに寝ているとのことだったので、恋人の母親に事件のことを伝えて電話を切った。また、みどり荘に戻る途中で新聞社の記者からの取材を受けている。
その後、部屋に戻った輿掛を、大分県警察本部刑事部捜査第一課強行犯特捜係長のT警部補が訪ねて任意同行を求めた。これに応じた輿掛は、4時30分ころから6時30分ころまで大分警察署（現大分中央警察署）で事情聴取を受けた。輿掛の供述によれば、恋人が部屋を出て行ったあとは、「肉とキャベツ、ウイスキーを買いに行って肉野菜炒めを作り、これをつまみにナイターを見ながらビール1本とウイスキーを飲んだ。ウイスキーは水割りにしてボトルの1/3ほどを飲んだ」「そのまま寝てしまい、気付くとナイターは終わっていたので、ステレオで長渕剛のレコードをいつもより大きな音でかけた」「聞きながらまた寝てしまい、次に気付くとレコードは終わっており、テレビは映画をやっていて、酒場やドイツの軍人が螺旋階段を下りてくる場面だった」ということであった。事情聴取の最後に、体に傷がないか入念に調べられ、T警部補は輿掛の首と胸、左手甲の傷を見咎め、何の傷か問いただした。輿掛の答えは、首の傷については覚えがなく「虫に刺されて引っ掻いたのかもしれない」、胸と左手甲の傷については「仕事中にビールラックを運ぶ時についた傷だと思う」というものであった。帰宅した輿掛は、心配しておにぎりを手に駆け付けた恋人に昨夜からのことを説明し、早出勤務を13時の定時出勤に変更してもらい、ひと眠りして職場に出勤した。夕方には職場をT警部補が訪れ、改めて輿掛の傷を確認したほか、恋人から実家に帰った経緯、他の同僚から仕事中の怪我について話を聞いている。
T警部補は、翌々日の6月30日にも再度任意の事情聴取を行った。この日の聴取は10時から22時に及び、午前中にポリグラフ検査を行い、毛髪4本を任意提出させた。この事情聴取を受けて、大分合同新聞はこの日の夕刊で、匿名ではあったが「重要参考人を呼ぶ-若い会社員を追及」と報道した。この報道によって、輿掛は勤務先から「一応預かりだから」と辞職願を書かされた上で、休職扱いとなって自宅待機を命じられている。
その後も、7月11日・7月12日・7月15日とT警部補による任意の事情聴取が続けられたが、輿掛は「酒を飲んで寝ていたので何も覚えていない」と繰り返すだけだった。7月11日の事情聴取では左手甲の写真撮影と当日着ていた下着等の任意提出、7月15日には毛髪10本を任意提出させている。しかし、次いで7月末ころに行った事情聴取の場で輿掛がこれ以上の聴取に応じることを拒否したため、これ以降、任意の取り調べができなくなってしまった。それでも9月14日には、身体検査令状と鑑定処分許可状に基づいて陰毛10本を提出させるなど輿掛への捜査は続いていた。しかし、逮捕に結びつくような直接的な証拠を得ることはできなかった。なお、事件後、輿掛と恋人は同棲を解消してそれぞれ親元に戻り、7月11日にはみどり荘の部屋を引き払っているが、二人の交際は続いていた。

### 逮捕
大分市内では、同年12月に連続放火事件が発生。また、同年10月に発生した銀行から500万円が強奪された強盗事件も未解決のままであった。市民・マスコミの警察に対する視線は厳しく、みどり荘事件の解決には警察の威信がかかっていた。そんな中の12月11日、輿掛が同僚4人とともにタクシー運転手に暴行するという事件が発生した。輿掛は8月1日に勤務に復帰していたが、当日は輿掛の勤めるホテルのボーナス支給日で、5人は酒に酔った状態であった。警察はその場で輿掛だけを暴行容疑で逮捕した。あからさまな別件逮捕ではあったが、輿掛が任意の取り調べを拒否する以上、警察としては何とか身柄を確保したかったのだと思われる。ところが事件の翌朝、輿掛の職場の労働組合が依頼した大分合同法律事務所の古田邦夫弁護士が介入。示談書や嘆願書を取りまとめ、「酔っていて覚えていない」としぶる輿掛を「認めれば出られるから」と説得して、輿掛は罰金2万円の略式命令で1週間で釈放された。しかし、輿掛には「弁護士は自分の話を聞いてくれない」という不満だけが残った。
12月28日、科警研から待ちに待った報告が大分県警に届いた。毛髪鑑定の結果、被害者の部屋に残されていた体毛のうちの3本が輿掛のものと同一であるというものであった。ようやく物証を手に入れた警察は、輿掛逮捕に向けて動く。年が明けて1982年（昭和57年）1月14日、大分合同新聞は、朝刊1面で「“隣室の男”逮捕へ 体毛、血液型が一致 大分署が断定」「事件直後、新しい傷」と報じた。
この日の午前中、自動車教習所にいた輿掛に、恋人から「おっさんが逮捕されると新聞に出ている」と電話が入った。「支配人が連絡するように言っている」ということであったので連絡して支配人室に出向くと、再度預かりとして退職届を書かされて自宅待機を命じられた。輿掛は、記事を見た母親が心配していると思い急いで自宅に帰ったが、母親は不在であった。同日12時50分、輿掛は、心配して自宅を訪ねてきた高校時代からの友人と自宅にいたところを、T警部補によって逮捕された。新聞記事を見て集まっていた多くの報道陣や野次馬が見守る中、輿掛は大分警察署に連行された。その日の大分合同新聞の夕刊は、「ホテル従業員逮捕、執念……7カ月ぶりに」「ムッツリした犯人・輿掛」という見出しと、連行される輿掛の写真を大きく掲載した。
警察は、逮捕当日から、T警部補と大分警察署刑事第一課強行犯第一係長のH警部補を中心に2つのチームを作って交替で輿掛を追及した。逮捕当初は逮捕前と同様「酒を飲んで寝ていたので何も覚えていない」と容疑を否認していた輿掛も、厳しい取り調べの前に1月18日午前に至ってついに自白した。大分警察署長の発表を受けて、1月22日の大分合同新聞朝刊には「輿掛やっと自供」「『私に間違いない　恋人とけんか…カッと』良心ゆさぶる説得で…」の見出しの下、「21日までに輿掛は『私がやったのに間違いありません。遺族や市民の方に迷惑をかけて申し訳ありません』と全面的に自供した」「『恋人とケンカし、彼女がアパートを飛び出したのでムシャクシャして酒を飲んでいた。そこへ（被害者名）さんが帰ってきたので……』と供述しており、犯行は発作的なものであったとみられている」という記事が載った。
輿掛は、1月30日から3月10日まで市内の仲宗根精神病院で精神鑑定を受けた。鑑定では、まず、分裂病または分裂病質についての検査を行ったが、結果は「正常」であった。次に、異常酩酊の可能性を確認するために事件当夜と同量の酒量を与える飲酒実験が4回行われたが、結果は寝てしまってなかなか起きないというだけの通常酩酊であった。さらに、夢遊病についての観察も行われたが、それも確認できなかった。最後に、心因性健忘を疑い、麻酔面接が試みられたが、健忘の兆候も認められなかった。これらから「内向的かつ消極的」で「犯行時に心因性ショックが見られたことから推測されるように」「心的ストレスに対する抵抗力が弱く、危機的状況において容易に心的破綻に陥る傾向にある」ものの「精神障害や健忘は存在しない」との鑑定結果を得た上で、輿掛は3月15日に強姦致死・殺人の罪で起訴された。

### 起訴前弁護
1981年（昭和56年）12月の輿掛の暴行事件の弁護を担当した古田弁護士は、その後も輿掛のことが気になっていた。暴行事件については、もともとは輿掛の勤務するホテルの労働組合から依頼を受けた事務所の先輩弁護士の都合で代わって対応しただけのものではあったが、みどり荘事件を追及するための別件逮捕と感じた古田弁護士は、違法捜査を止めるためにとにかく輿掛を早く釈放させることを優先して1週間での釈放を実現していた。その際に輿掛から、みどり荘事件について「やっていない」と聞いていただけに、輿掛逮捕の報道に接して「別件とはいえ一度弁護をした者として会いに行くべきではないか」と考えていた。逮捕の翌々日の1982年（昭和57年）1月16日、古田弁護士は、まだ本人からも家族からも依頼されていなかったが、「弁護人となろうとする者」として自白前の輿掛と面会した。そこでも再度「やっていない」という輿掛の言葉を確認し、金銭面から「うん」と言わない輿掛に、とりあえず弁護人選任届を書くだけ書かせて、その日の面会を終えた。
当時の古田弁護士は登録2年目で、否認している輿掛の刑事弁護を一人で担う自信はなかった。事務所で相談したところ「外部の弁護士と組んだ方が良い」という結論になり、1月18日に改めて外部の先輩弁護士とともに輿掛と接見した。しかし、その場で輿掛から出たのは、家族との面会と引き換えに「たった今、隣の部屋にいたと認めた」という言葉であった。先輩弁護士には否認事件として協力を依頼した手前もあって、古田弁護士は接見を短く切り上げ、二人で弁護にあたるという話も立ち消えになった。古田弁護士は、1月20日・1月22日にも輿掛と接見したが、否認事件でなくなった以上、家族の経済的な負担を考えても国選弁護にしたほうが良いのではないかと考え始めていた。
1月23日、大分地方裁判所の弁護士控室で、古田弁護士は徳田靖之弁護士から声を掛けられた。徳田弁護士は、古田弁護士の小・中・高校の8年先輩にあたり、司法修習生時代から親しくしていた。みどり荘事件について聞かれた古田弁護士は、率直に国選弁護にすべきか悩んでいると答えた。しかし、徳田弁護士の考えは違った。被疑者は自閉症との報道もあり、事件の経緯からは異常酩酊の可能性もあるので、責任能力の有無で争うことになる可能性もあり、起訴前の弁護活動を続けるべきだ、というものであった。そして徳田弁護士は、自分が一緒に弁護人になっても良い、と申し出た。こうして二人は1月25日に輿掛の長姉に会って着手金を受け取り、正式に家族の依頼による輿掛の弁護人となった。しかし、徳田弁護士が起訴前に輿掛と接見したのは1月27日と1月29日の2回だけだった。
前述の通り、輿掛は1月30日から3月10日まで精神鑑定のために鑑定留置に出された。これには、異常酩酊による心神喪失ないし心神耗弱を推定していた弁護側としても異論はなかった。鑑定結果は「精神障害や健忘は存在しない」であったが、3月10日に接見した古田弁護士は、鑑定から戻った輿掛から驚くべき話を聞く。「注射をされて尋問された」というのである。古田弁護士は直ちに徳田弁護士に相談して「鑑定留置先で自白誘導剤が使われた可能性があり、その影響が残っている状況下での取り調べは問題があるから至急留置場所を拘置所に移すように」と大分地裁に上申した。これが認められ、3月13日に輿掛は大分警察署内の留置場から拘置所に移送された。

## 第一審

### 罪状認否
大分地裁における初公判の期日は1982年（昭和57年）4月26日に決まり、その約10日前に弁護団に対して関係書類の開示が行われた。この時初めて輿掛の供述調書を見た弁護団は、驚き困惑した。新聞報道等では「全面自供」と報じられていたにもかかわらず、輿掛の供述は、「気付いたら203号室で被害者の遺体のそばに立っていた」、侵入経路や犯行状況は一切覚えていないが「自分が犯人に違いない」というとても「自白」とは呼べないようなものであった。

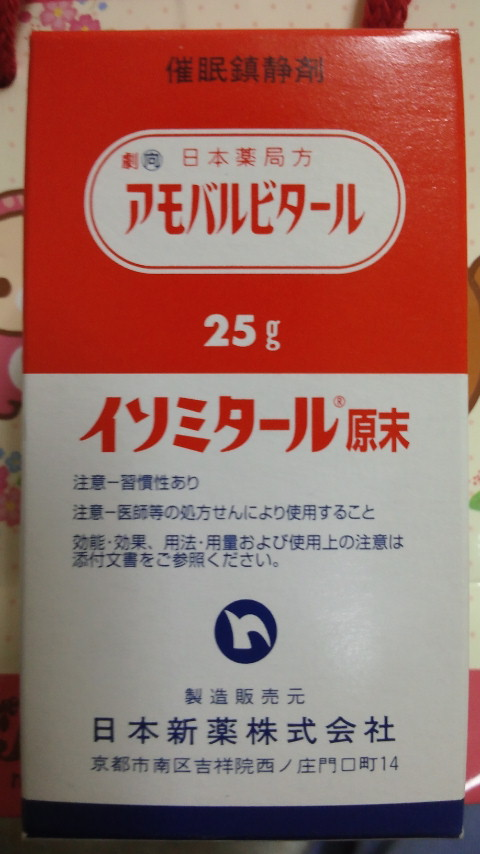
輿掛に投与されたイソミタール

弁護団は、この中で精神鑑定書に記された麻酔面接に注目した。麻酔面接で用いられたのは、ナチスが自白剤として使用したことで知られているイソミタールであった。輿掛は、3月6日にイソミタール10％溶液5ccを注射されて医師の面接を受け、この麻酔下の面接で、「物音に気付いて隣の部屋に行ったら被害者が倒れていた」「玄関の明かりはついておらず、和室の明かりはついていた。被害者は台所に倒れており、首には何か白いものが巻かれていて、顔は白い布のようなもので覆われていた。下半身は裸だったんじゃないかと思う。寝ているならセックスしようと被害者の下半身を触ったが、死んでいるのに気付いて慌てて自室に帰った」という内容を話した。そして、2日後に行われた麻酔の影響のない通常の面接でも概ねこれを認めている（ただし、これについては鑑定後の警察官の取り調べに対して「そのような覚えはない」と否定している）。これが事実であるとすると、犯行状況を覚えていないという輿掛の供述はもっともであったし、現場から輿掛の体毛が発見されたことも説明がつく。弁護団は、イソミタール面接での輿掛の供述を軸に、強姦・殺人については証拠がないとして無罪を求める弁護方針を立てた。
初公判を翌々日に控えた4月24日、古田・徳田両弁護士は輿掛と接見し、徳田弁護士は輿掛に「君は酒を飲んで寝ていて記憶がないということなのでベストを尽くして弁護するが、審理の中で君が犯人だと明らかになった時には潔く極刑に服してほしい」ということを伝えた。輿掛は、「その時は覚悟しています」と答えた。
4月26日、大分地裁で第1回公判が開かれた。輿掛は罪状認否で「被害者の部屋にいたことは覚えているのですが、自分がやったという記憶がありませんので、はっきり分かりません」と述べ、弁護団も意見陳述で「被告人に犯行当時の記憶がないということであり、検察官請求予定の証拠では本件の証明は不十分と思料されますし、有罪とは言えないと考えます」と主張した。この罪状認否について、続く第2回公判で、近藤道夫裁判長から改めて「被害者の部屋に『行った』ことを覚えているのか、『いた』ことを覚えているのかどちらですか」という質問をされ、輿掛は「『いた』ことと、すぐ自分の部屋に帰ったことは覚えている」旨を答えた。

### 検察側立証
第2回公判は1982年（昭和57年）6月7日に行われた。前述の近藤裁判長から輿掛への質問に続いて検察側の立証に入り、翌1983年（昭和58年）1月13日の第10回公判までをかけて、みどり荘の住民や捜査にあたった警察官、鑑定にあたった科警研や大分県警科学捜査研究所の技官などの証人尋問が行われた。
102号室の住民は、第3回公判で、事件直後に202号室の風呂で水を流す音を聞いたと証言した。その証言は細部に及び、「2階からドタンバタンという音を聞いた。それは、男が女を追い掛け回すような音だった。そのあと静かになったので、2階に神経を集中していたが、ドアや窓、人が歩くような音は聞こえなかった」「15分から20分くらいして、201号室か202号室の風呂で水を流す音を3回くらい聞いた。それは、人が中腰になって水をかぶっているような音だった」「水音は201号室か202号室か分からなかったが、その後、実験してもらった結果、202号室からだったことが分かった」というものであった。
一方、201号室の住民は、事件直後に廊下で顔を合わせた際に輿掛から「こんばんは」と声を掛けられて殺人事件が起こったことを知らされているが、第3回公判で、その時の輿掛の様子について、起きたばかりのようだったものの特に変わった様子はなかったと話した。また、輿掛から「何しよるか!」と声を掛けられて事情を聞いた巡査も、第4回公判で、輿掛は落ち着いた普通の態度だったと証言した。
第4回・第5回公判では取り調べにあたったT警部補が証言に立ち、事件直後の最初の事情聴取で確認した輿掛の首と手の傷について、「その夜についた新しい傷だと判断した」「傷について輿掛は嘘をついていると感じ、犯人ではないかと思った」と証言したものの、「それでは何故その場で写真を撮らず、捜査報告書に記載しなかったのか」という弁護側の反対尋問に対して説得力のある答えを返すことができなかった。なお、輿掛は、最初の事情聴取で傷を確認された際、T警部補はそれぞれについて「古い傷だな」と言い、それは同席していた捜査員も聞いているはずであると主張している。
続く第6回公判には、同棲していた当時の恋人が証人として呼ばれた。彼女は、輿掛の逮捕当日に検事の前で「事件直後に電話を受けた母は、輿掛は焦った様子だったと言っていた。新聞で事件の内容を読み、輿掛が犯人ではないかと疑いを持った。心配になっておにぎりを持ってみどり荘に行くと、輿掛の首や手に見たことのない傷があり、ひっかき傷のような首の傷には血がにじんでいた。輿掛の言うことは信用できないと思った」という供述をしたとされていた。しかし、公判では、弁護側の「犯人ではないかと疑っている相手におにぎりなんか作らないでしょう?」という質問に恋人は「そうです」と答え、供述調書の内容についても「本当は違います」とはっきりと否定した。なお、輿掛と恋人は事件後も輿掛の逮捕まで交際を続けており、事件のあった1981年（昭和56年）の大晦日には恋人の母に「泊まっていきなさい」と言われて恋人の実家に泊まり、また、逮捕の前日も二人で友人宅に泊まっている。
さらに、第8回公判では、毛髪鑑定を行った科警研の技官に対する証人尋問が行われ、弁護側によって毛髪鑑定は個人識別の手段としては決定的ではないこと、基準もあいまいで判断は鑑定者に委ねられていることなどが指摘された。
検察側の立証は第10回公判での被害者の姉とともに遺体を発見した友人への証人尋問で終了したが、輿掛による犯行であると十分に立証されたとは言えない状況であった。逆に、弁護側はここまでの審理に手ごたえを感じていた。第10回公判で引き続き行われた弁護側の冒頭陳述では、これまでの審理で明らかになった犯人像と輿掛は結びつかないこと、事件直後の輿掛の態度や行動も犯人のものとは思えないこと、また「対照しうる指紋、掌紋、足跡もない」と指摘して、はっきりと無罪を主張した。そして、翌第11回公判では、それまで同意・不同意の意見を留保していた輿掛の供述調書の証拠採用についてすべて不同意とし、供述調書は「身体的・精神的疲労と体毛遺留等の誤導によるもの」であり「犯行当時の記憶がない中で記憶に基づかずに、自己が犯行を犯したと推定あるいは想像したものにすぎない」として「自白」の任意性を争う姿勢を示した。これによって、次回第12回公判では輿掛に対する被告人尋問が行われることになった。古田弁護士によると、このころの輿掛は、何か一人で悶々と思い悩んでいる様子であったという。

### 「自白」の撤回

#### 第12回・第13回公判
被告人尋問が行われる第12回公判の前日の1983年（昭和58年）3月9日、打合わせのために接見した古田弁護士に対して、輿掛は「実は、事件のあった時間は寝ていて、隣の部屋にいた記憶はない」と、これまでの「隣の部屋にいたことは覚えている」という供述とは異なる話を始めた。古田弁護士としては半信半疑ではあったが、輿掛が強く主張するため、そこまで言うのであればと公判ではその通り話させることにした。しかし、当時、徳田弁護士は医療事故に関する訴訟を複数抱えて多忙であったため、古田弁護士は、このような弁護方針の大幅な変更について徳田弁護士と打ち合わせをする時間も取れないまま公判を迎えることとなった。
3月10日の第12回公判では、古田弁護士が質問に立ち、輿掛の逮捕された時の状況から不利益供述に至るまでの経緯を質していった。そして古田弁護士の「酒を飲んでいて眠ってしまって事件の時間帯の自分の記憶はないというのが本当のところなんですね」という最後の質問に対して、輿掛ははっきりと「はい」と答えた。裁判長は驚いたように顔を上げたが、この回答に驚いたのは徳田弁護士も同じであった。輿掛に隣の部屋にいたという記憶はあるということは、イソミタール面接での供述を軸に無罪を求めるという弁護方針の大前提であったことに加えて、第1回・第2回公判で輿掛自身が裁判長に対しても認めたことであり、ここで急に供述が変わることは裁判官に不信感を抱かせることになるのではないかと徳田弁護士は怖れた。
徳田弁護士は、古田弁護士の質問が終わったあとに裁判長から「何かありませんか」と促されて質問に立った。裁判官に弁護団内の不一致を悟られないよう別の質問から入り、そのあとでさりげなく話を移して「この裁判の一番初めにも言ったように、あなたが覚えている範囲では、気がついたら隣の部屋にいて、自分の足元に女の人が横たわっていたということは覚えていたわけですね」と質問した。輿掛はしばし返答をためらったあとに、小さく「はい」と答えた。徳田弁護士は畳み掛けるように「そうですね」と確認したが、輿掛はゆっくりと頷いただけだった。徳田弁護士はさらに「隣の部屋に立っていたという、そこは覚えていたわけでしょう」と問いつめたが、輿掛の返答は「はっきりわからんかったです」であった。この回答に徳田弁護士は慌てて「この法廷でも認めているから、そういう記憶はあったわけでしょう」と声を荒らげて質問し、輿掛も「はい」と答えた。このやりとりで、徳田弁護士としては何とかイソミタール面接での供述に戻した形となった。
同年4月21日の第13回公判は、輿掛に対する検察側の反対尋問であったが、多忙の徳田弁護士が古田弁護士や輿掛と打合わせできたのは、公判直前の裁判所内でのわずか15分だけであった。その場も「記憶の通りに話せばいい」とありきたりなアドバイスを与えただけで終わった。第13回公判では、検察側は当然輿掛の供述の変遷を追及したが、輿掛は第13回公判でははっきりと「隣の部屋にいた記憶はない」と不利益供述を完全に撤回し、以降、一貫して無実を主張するようになる。弁護団としても、これ以降、捜査段階から公判初期の輿掛の不利益供述は「偽計による虚偽自白」であるとして無罪を求める弁護方針に転換した。これに対して、検察側は直ちに取り調べにあたったT・H両警部補を証人として申請した。

#### 「自白」に至る経緯
第12回・第13回公判やその後に語った輿掛の言葉によれば、不利益供述に至る過程は以下のようなものであった。ちなみに、逮捕から「自白」に至るまでの取り調べおよび食事の状況は下表の通りであった。
|                  | 取り調べ時間    | 食事                       |
| ---------------- | --------------- | -------------------------- |
| 1月14日 逮捕当日 | 15：30 - 23：00 | 昼：× 夕：×                |
| 1月15日          | 9：30 - 21：35  | 朝：牛乳 昼：弁当 夕：×    |
| 1月16日          | 8：50 - 22：20  | 朝：× 昼：× 夕：×          |
| 1月17日          | 9：50 - 22：50  | 朝：パン・牛乳 昼：× 夕：× |
| 1月18日 「自白」 |                 | 朝：×                      |

逮捕当日、窓側の席に座らされ、換気のためと称して窓を開けられて1月の寒風にさらされる状態で取り調べを受け、風邪をひいてしまった。薬が欲しいと言ったが拒絶され、医者にも診せてもらえず、長時間の取り調べが連日続いた。台所に横たわる被害者の遺体の写真を見せられ、「お前がこうしたんだ」「どうやって入って、どうやって殺したんだ」と追及されたこともあった。何度「酒を飲んで寝ていた」と言っても取り合ってもらえず、自衛隊時代の飲酒運転での事故や年末の暴行事件などを例に出されて「自衛隊時代の先輩にも話を聞いたが、輿掛は酔っ払うと分からなくなると言っていた」「高校時代の恋人も、酒を飲んで首を絞められるようにセックスされたが輿掛は翌日覚えていなかったことがあったと言っている」「新聞に載っている以外に203号室からはお前の指紋も毛髪も出ている」「お前は酔っ払って覚えていないだけで隣の部屋へ行っているのは間違いないんだ」などと言われ、次第に自分でもそうなのかもしれないと思うようになっていった。
さらに、風邪で食欲もなく意識も朦朧とする中で、「家族もどうなっているかわからんぞ」と言われ、逮捕当日に母親に会えないまま連行されたことや連行時に押し寄せる報道陣に恐怖を感じたことを思い出し、家族のことが心配になった。1月18日の朝、家族に会わせてほしいと涙ながらに懇願すると、「分かった。しかし、お前の言うことを聞いてやるから、お前もこっちの言うことを聞け」と言われた。そしてまた「どうやって入って、どうやって殺したんだ」と聞かれて答えられずにいると、「じゃあ、どうやって出たんだ」と聞かれ、とっさに「玄関から出た」と答えてしまった。その発言をもとに「玄関から出て部屋に戻った」「自分がやったことは間違いありません」という供述調書を作られて署名・指印させられた。その日の午後に母と長姉との面会を許され、医師の診察を受けて薬をもらえた。
裁判が始まり、T警部補らが「新しい傷だった」など嘘ばかり言うので腹が立ったが、そのたびに弁護人の席に目をやると、いつも手前側に座る徳田弁護士と目が合って頷いてくれるので、「先生たちは分かってくれている」とだんだんと信頼できるようになった。また、T警部補らの証言の矛盾や科警研の毛髪鑑定のあいまいさを追及する両弁護士を頼もしく感じるようになった。そして、第10回公判で徳田弁護士は、警察があったと言った指紋もないという。指紋も毛髪も出ていると言われていたが、そうではないとすると、警察に騙されて行ったような気になっていただけで、やはり本当は隣の部屋には行っていなかったんだと思うようになった。ただ、裁判の初めに「隣の部屋にいた記憶はある」と言ってしまったので、今さらそうではないと言ってもいいのだろうかとしばらく悩んだ。そして、第12回の公判の前に古田弁護士に自分としての事実を話した。しかし公判では、いつも温厚な徳田弁護士にいつもと違う強い口調で「隣の部屋にいたことは覚えているんでしょう?」と問われたため困惑したものの、徳田先生には何か考えがあってのことだろうと思ったので「はい」と答えた。しかし、第13回公判の前に両弁護士から「記憶の通り話せばいい」と言われたので、第13回公判からは自信を持って記憶の通りを話すことにした。

#### 任意性・信用性に関する審理
T・H両警部補に対する証人尋問は、1983年（昭和58年）6月20日の第14回公判と同年7月4日の第15回公判で行われた。T警部補によれば、「自白」した当日1982年（昭和57年）1月18日の取り調べの状況は、「取り調べを始めて1時間ほど経ったとき、輿掛が母や姉に会いたいと言い出した。それに対して、分かったが、自分の覚えていることを話しなさいと応じ、何度もどこから入ったのか追及したが、輿掛は何も答えなかった。しかし、どこから出たのかと聞くと、玄関から出たと答えた。記憶にあるのは台所に立っていたところからで、それ以前のことは覚えていないということだった。そして、玄関から出て自分の部屋に帰って風呂場で顔を洗ったところまで話すと、母に合わせて欲しいと涙を流し声をあげて泣き始めた」ということであった。また、指紋については、事件現場からは輿掛の指紋は検出されていないこと、そして、指紋の件は取り調べの中で輿掛に何も告げていないと証言した。
1983年（昭和58年）7月21日の第16回公判には、風邪を引いた輿掛を診察した医師が証人に呼ばれ、診察したのが輿掛の「自白」前か後かが争われた。輿掛によれば、「自白」した後の1982年（昭和57年）1月18日の午後に初めて医師に診察されたということであったが、医師は「自白」前の同年1月15日に診察したと証言し、カルテにも1月15日の21時30分に診察・投薬と記載されていた。しかし、H警部補が作成した報告書では、この日は21時35分まで取り調べを行い、そのあとに診察を依頼したとされており、また、留置人出入簿には21時35分入房と記載されていた。
1983年（昭和58年）9月1日の第17回公判では、弁護側が「自白」当時の輿掛の心身の状態を立証するとして、「自白」直後に面会した輿掛の母と長姉を出廷させた。その時の輿掛の様子について、母は「色はまっ黒というか、あんな色はないです。目はギョロギョロして、私たちがものを言っても口をパクパクさせるだけで言葉にはならなくて、涙をボロボロ流すだけでした。ほおはこけて亡霊みたいでした」と述べ、長姉は「げっそりして疲れ果てて、私達に言うんですが、声にならなくて、あっあっという感じで、もういいわと言ったらただ泣くだけで、私達も涙がポロポロ出てきまして何も言えなかったです」と証言した。
その後、イソミタール面接を行った医師に対する尋問や3回を重ねた被告人質問などを挟んで、翌1984年（昭和59年）12月17日の第23回公判には、第3回公判で証言した102号室の住民が再び呼ばれた。ここでは弁護側は、「2階の水音を聞いただけで人が中腰で水をかぶっている音だと分かったということ」「風呂の水音を聞いたというのと同じ時間帯の205号室の住民が木のツッカケで外階段を下りるカンカンという大きな音を聞いていないこと」など、102号室の住民の証言の不自然な点を指摘した。

### 検察側補充立証
1985年（昭和60年）1月21日の第24回公判から同年8月26日の第29回公判にかけて、検察側は大量の証拠を追加で申請して補充立証を求めた。検察側の補充立証の柱は、主に、102号室の住民が聞いた水音について、イソミタール面接について、輿掛の傷について、の3点であった。
検察は、裁判所の許可を得た上で同年1月14日に密かに検証実験を行っていた。この検証で、202号室の風呂で水を流す音が102号室の住民に聞こえることを確認し、調書を証拠として申請した。弁護側は、検証のためとはいえ起訴後の強制捜査は違法であり証拠能力はないと主張したが、裁判所はこの検証調書を証拠として採用した。
また、「行っただけで殺していない」というイソミタール面接での輿掛の供述については、同年12月9日の第31回公判に精神科医で責任能力についての権威とされる東京医科歯科大学の中田修教授を証人として招いた。鑑定書自体にも「麻酔下の発言の信用性は疑問視され、今日ではほとんど用いられないようである」「今回の発言は、自分の犯行を否認するために最近思いついた創作である可能性は否定できない」と記載されているが、中田教授も、本人が強く言いたくないと思っていることは言わないこともあるとしてイソミタール面接での供述には信用性がないと証言した。
輿掛の首や左手甲の傷については、同年1月10日に検察が独自に九州大学の牧角三郎名誉教授に鑑定を依頼し、8月26日の第29回公判に鑑定書を提出した。10月7日の第30回公判に出廷した牧角名誉教授は、検察側の主尋問に対して「T警部補が確認した輿掛の首の傷は発赤反応であり、6人に繰り返し何度も実験した結果、これは受傷後2時間から3時間以内に見られるものである」として、犯行時に被害者の爪によって生成された可能性があるという内容を証言した。しかし、弁護側の反対尋問で、T警部補が傷を確認したのは事件発生の翌朝6月28日4時30分ころから6時30分ころまでの事情聴取の終わりころであり、鑑定書通りその2時間か3時間前にできた傷であるとすると、輿掛の傷は6月28日0時前後とされる犯行時刻にできた傷ではないことになると指摘されると、牧角名誉教授は絶句し、慌てて「個人差がある」と言葉を濁した。
さらに、1986年（昭和61年）4月21日の第33回公判では、T警部補が作成した捜査本部事件情報報告書を証拠として提出した。これは捜査員から捜査本部にあてた内部報告であり、そこには、事件直後の事情聴取の際に確認した左手甲の傷について「この傷は赤身が出て表面は薄く幕〔ママ〕でおおわれている」と書き込みがされていた。T警部補を証人として行われた同年6月30日の第37回公判で、弁護側は、事件後4年も経って急にこのような文書が出てきたこと、このような重要な内容が正式な捜査報告書に記載されていないことなど、この報告書の不自然さを指摘した。しかし、裁判所は、同年7月28日の第39回公判において、署名も捺印もないメモ程度に過ぎないとする弁護側の強硬な反対を押し切って、この報告書を証拠として採用した。
弁護側は、裁判所のこうした検察寄りの訴訟指揮に対して不信感を募らせていった。

### 結審
大分地裁での第1審は、1987年（昭和62年）7月13日の第44回公判での被告人質問をもって証拠調べを終えた。検察の論告求刑は、同年9月14日の第45回公判で行われることに決まったが、検察側の準備が間に合わず、12月24日の第46回公判に大幅に延期された。
検察は、論告で「被害者が一人で帰宅したことを察知するとともに、日頃かわいい女の子と思っていた被害者が廊下に出て風呂の口火に点火する物音などを聞き、性的想像をたくましくしてますます性的衝動を強め、それを抑制できないまま本件強姦の犯行に及んだものと認められる」として極悪非道な犯行と断じ、また、輿掛の公判での対応も「狡猾な態度に終始した」として、無期懲役を求刑した。
弁護側は、翌1988年（昭和63年）2月1日の第47回公判で最終弁論を行い、科警研の毛髪鑑定は信用性に欠けること、捜査段階での「自白」は過酷な取り調べで心身ともに疲弊していた輿掛に対して指紋や体毛が出ているといった虚偽の事実を告げた上で家族との面会と引き換えに強制された虚偽自白であり任意性・信用性がないこと、102号室の住民の証言は202号室の風呂で水を使う音を聞いたとしながら205号室の住民がトイレの水を流す音や周囲の誰もが聞いている木のツッカケで外階段を下りるカンカンという大きな音を聞いていないなど不自然であること、被害者が犯人に噛みついて吐き出したと思われる血液の混じった唾液があったにもかかわらず輿掛にはそのような咬傷がなかったこと、巡査に自分から声を掛けたり201号室の住民に事件のことを伝えるなど犯人と思えない行動をとっていること、被害者は生理中であったにもかかわらず輿掛の衣類等から被害者の血液が発見されていないことなど、検察側の主張に反論して無罪を主張した。
これをもって第1審は結審し、判決は同年4月25日に言い渡されることが決まった。閉廷後、弁護団のもとには弁護側の最終弁論を傍聴していた全国紙の記者が複数集まり、口々に「無罪になりますね」と声をかけた。

### 審理再開
1988年（昭和63年）4月25日に予定されていた判決言い渡しは、直前になって6月27日に延期となった。そして迎えた6月27日の第48回公判でも判決は下されず、職権により審理を再開し、輿掛が事件当夜テレビで見たという映画のビデオ検証が行われることが決まった。ただし、輿掛のこの供述については、のちに「他のテレビで見た場面と混同していたことも考えられますから、もしかしたら私の間違いかもしれません」と言ったとする供述調書も作成されている。
8月22日の第49回公判でビデオ検証が行われた。輿掛が見たという映画は、事件当夜の1981年（昭和56年）6月26日23時50分ころからテレビ大分が放映した『荒鷲の要塞』であった。検証の結果、輿掛が覚えていると言った「酒場やドイツの軍人が螺旋階段を下りてくる場面」は、日が替わった6月27日0時12分23秒から同13分36秒の間に放映されていたことが確認された。
ビデオ検証が終わると、裁判所は改めて証拠調べの終了を宣言し、同年9月26日の第50回公判で検察側論告、10月24日の第51回公判で弁護側最終弁論が行われることになった。弁護側は再度の最終弁論で、ビデオ検証の結果を、この場面は最初のクライマックスといえる場面で「他のテレビで見た場面と混同」することはありえず、輿掛は犯行時間に自室にいたこと、すなわち輿掛が犯人ではないことを示すものであると主張した。判決は翌1989年（昭和64年）3月9日に言い渡されることになった。

### 一審判決
1989年（平成元年）3月8日、判決公判を前に古田・徳田両弁護士は輿掛と接見し、「良い結果が出てもはしゃがないように、また悪い結果が出ても取り乱さないように」と告げた。これまでの公判の審理から無罪判決を確信していた輿掛は、「先生たちは万が一のことも思ってくれている」と受け止めた。弁護団も無罪判決に自信を持っていたが、裁判を通じて一貫して検察寄りだったと感じる裁判所の訴訟指揮から一抹の不安も感じていた。公判の直前、大分地裁の弁護士控室で、判決後の記者会見について「無罪判決のコメントは用意したが、有罪判決であった場合は自信がない」という古田弁護士に対して、徳田弁護士は「無罪のときは古田弁護士がやればいい。有罪の場合には僕がやろう」と応じた。
3月9日13時30分、第52回となる判決公判が開廷。寺坂博裁判長が言い渡した判決の主文は「被告人を無期懲役に処する」であった。寺坂裁判長は、判決理由の中で、有罪認定の柱として輿掛の「自白」や科警研の毛髪鑑定などを挙げ、審理で争点となった点については以下のように判じた。
毛髪鑑定
輿掛の逮捕の決め手となった科警研の毛髪鑑定について、弁護側は毛髪鑑定では決定的な個人識別はできず判定基準もあいまいであると指摘して必ずしも科学的とはいえないと主張したが、判決は、「本件遺留陰毛と被告人の陰毛とは、毛先端の形状、色調、長さ、毛幹部の太さ、髄質の形状などほぼすべての特徴点で類似しているし、本件形態学的検査は、多岐にわたる項目について、豊かな経験と高度の専門的知識を有する毛髪鑑定者が、肉眼ばかりでなく顕微鏡まで使って入念に検査している」として、その信用性を肯定した。
「自白」の任意性・信用性
弁護側は、捜査段階での「自白」には疲弊した輿掛に虚偽の事実を告げ家族との面会と引き換えに強制されたもので任意性がないと主張したが、判決は、「捜査官が母親らに会えるようにしてやるから記憶にあることを全部話すようにと説得したことが被告人に与える心理的な影響は通常の場合より大きかった」と認めつつも、「この点を充分に考慮しても前記の任意性の判断の結論には影響がない」として任意性を認め、風邪を引いた輿掛を医師に診察させたのが「自白」の前か後かについても、「カルテか、甲一四一号証または留置人出入簿のどれかの時間の記載に正確性を欠くものがあると考えられ、そうすれば右の矛盾は十分に説明がつくもので、その故に被告人が同日夜（医師名）医師の診察を受けた事実を否定してしまわなければならないものではない」として弁護側の主張を退けた。
信用性についても、弁護側は、犯行についての供述がなく秘密の暴露も迫真性もないと主張したが、判決は、「一方で不利益供述に及びながら他方で本件の犯行と直接的に結びついてしまうような事柄を具体的に供述することを避けようとする態度がうかがわれるから、被告人の供述に具体性や迫真性がないことは被告人の供述の信用性を認めるについて大きな妨げにはならない」と弁護側の主張を退けた上で、「公判になってからも第一回公判の被告事件に対する陳述の際に自分が被害者を殺害したことは記憶がないのではっきりしないが、二〇三号室に立っていたことは覚えている旨述べ、第二回公判において更に念を押して裁判長から右の陳述の趣旨を釈明された際にも同旨の供述をし、第一二回公判でも供述が幾分不明確になってはいるものの結局二〇三号室にいたことを認めて」いるとして信用性を認めた。
また、第13回公判以降の「自白」の撤回については、「弁護人は被告人の供述が第一三回公判以後変遷したのは、被告人が第一〇回公判の弁護人の『指紋、掌紋、足跡については対照し得るものは検出されず、毛髪についても被告人のものと特定し得るものは一本も検出されていない』との冒頭陳述を聞いたことが動機となっていると主張するが、そうだとすると冒頭陳述後の第一二回公判廷までの公判でそれまでの供述を覆さなかったのが理解できない」とし、「第一三回公判ではそれを否定しながらも、一方でそれまで認めていたのはそう思えばいたような気にもなっていたからであるなどと不明確な供述もしているので、これらの事情も捜査段階における被告人の不利益供述の信用性を裏付けるに足るものである」と認定した。
首・左手甲の傷
事件後に見られたとされる輿掛の傷について、弁護側は、事件直後の写真がなく新しい傷だったか古い傷だったか判断できない、警察が写真を撮らなかったことは保存すべき証拠がなかったということであると主張したが、判決は、T警部補が最も慎重かつ綿密に観察しているとして同警部補の証言を採用し、首の傷については牧角鑑定から犯行時に被害者が抵抗したことで生じた傷の可能性が高いと判断した。また、左手甲の傷についても、「先端が約二ミリメートル大」のものによる傷でありビールラックではこのような傷は生じず爪によって生じた可能性が最も高いとした鑑定結果をもとに、この傷も犯行時に被害者の抵抗によって生じた可能性が強いと判断した。
102号室の住民の供述
102号室の住民が犯行時間直後に202号室の風呂で水を流す音を聞いたという証言については、「後日判明し、知りえた事実や想像を事件当時の自己の見聞事実・記憶に付け加えて供述する傾向にあることがうかがわれるので、その供述を全面的には信用しにくい」としつつも、「（102号室の住民）が聞いたという水の音が本件犯行に及んだ被告人が自分の身体を洗う音であったとすれば、犯行の直後であると考えるのが自然であり、右のカンカンという音と近接した時間帯であると思われるから、一方の音を聞いて、かなり大きかったと思われる他方の音を聞いていないというのは、確かに不自然の感を免れない。しかしながら、人の注意力が一方だけに片寄ってしまって事後的に考えると当然気付いているはずの物事の生起に気付いていなかったということは日常よく経験するところであり、それが説明の余地のないほど不自然なことであるとまでは言えない」としてその証言を採用した。
被告人が犯人とすると不自然な事象
事件現場に被害者が加害者に噛みついて吐き出したと思われる血液の混じった唾液が残されているにもかかわらず輿掛の身体に咬傷がなかったことについて、「被害者が犯人の身体に生じた損傷から出た血液を必死に抵抗して犯人ともつれているうちに何かのはずみで口にすることもあり、それを唾液とともに吐き出した可能性も否定できないし、被害者が犯人に噛みついたものとしても、本件の犯行直後に捜査官が咬傷の存在を意識し被告人の身体全体を綿密に検査したことはないのであるから被告人の身体から咬傷が発見されていないからといってそれが絶対になかったということはでき」ないと判断した。
また、巡査に自分から声を掛けたり201号室の住民に事件のことを伝えるなど犯人とは思えない行動をとっていることについては、「部屋には電灯をつけたままにしてあるのに返事をしなかったことから疑惑を持たれることをおそれ、この上は自分の方から声をかけた方がよいと考えたことも、犯人のとる行為として絶対に考えられないとまでは言い切れない。また、（201号室の住民）に自分の方から先に挨拶したり、事件のことを話したりしたのも、それと同様に自分が犯人として疑われないための行動と考えることも出来ないわけではない」「犯人であれば自室に逃げ帰った後電灯もテレビも消して眠っていることを装う方が自然であることは弁護人主張のとおりであるけれども、それまでつけていた電灯などを犯行直後に消したのを見られれば自己に嫌疑の目が向けられると考えることも一面の犯罪者心理であろうと考えられるから、この点も被告人が本件の犯人であるとするについて決定的に矛盾する事実であると言うことはできない」とした。
さらに、被害者は生理中であったにもかかわらず輿掛の衣類等から被害者の血液が発見されていないことについても、「本件の犯行後（輿掛の当時の恋人）が実家から帰ってくるまでの間に被告人が自室に一人でいた時間は相当あり」「被害者が発見された直後に（輿掛の当時の恋人）の実家へ電話を掛けるために外出するなどしているものであるから、被告人が血液のついた下着などを処分する余裕は十分あったと認められ、いずれの主張も被告人を犯人とする場合に説明不可能な事情ではない」として弁護側の主張を退けた。
そして「被告人の強制捜査段階及び第一回、第二回、第一二回公判における二〇三号室に立っていたとの供述が信用できるもので、それによれば被告人は本件犯行のあったすぐ後に被害者が倒れていた二〇三号室の板の間に立っており、その後二〇二号室に戻り、風呂場で身体を洗い、テレビを見ていたことが認められる」「他に被告人が二〇三号室へ赴く合理的な理由があったことは伺えないから、それにより被告人が本件の犯人である可能性が高い」と認定し、「未だ遺族に対し、何らの慰謝の措置を講じていないことや、犯行を否認し犯行に対する反省悔悟の情を示していないこと」をあげて「無期懲役に処することはやむを得ない」と結論づけた。
判決後、大分地裁の面会室で輿掛との面会を終えた両弁護士は大分地裁の弁護士控室で記者会見に臨んだ。記者会見で徳田弁護士は、「被告人が無実であることを示す数々の証拠に目をつぶった不当な判決である」と述べ、記者団からの「どんな証拠があるというのですか」という質問に「いくらでもあります。私達の弁論要旨を読んで下さい」と声を荒げた。
輿掛と弁護団はただちに福岡高裁に控訴した。

## 控訴審

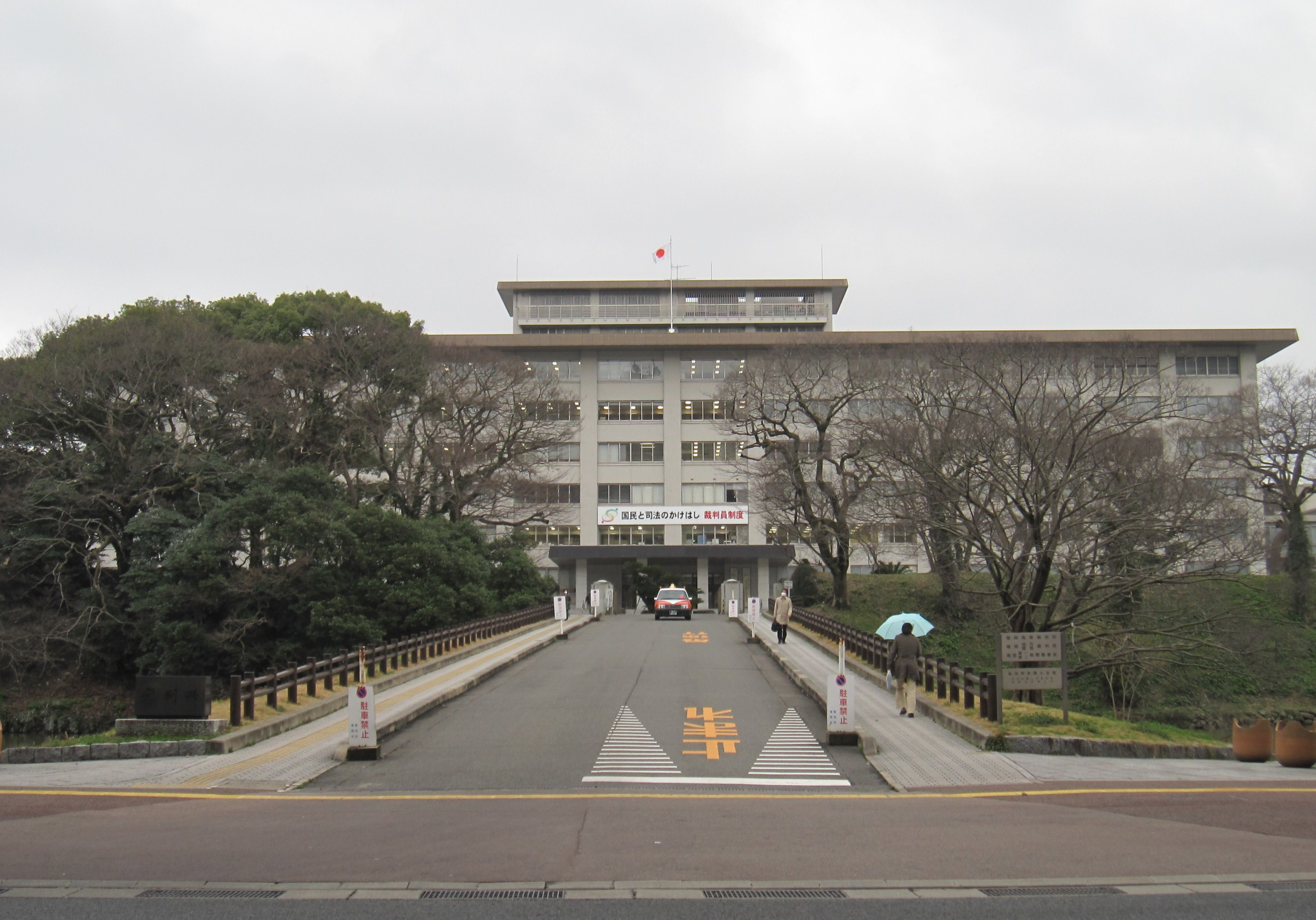
福岡高等裁判所

### 弁護団の拡充
一審判決後の記者会見を終えた古田・徳田両弁護士に、安東正美弁護士が「よかったら私も手伝わせてほしい」と声をかけた。安東弁護士は、かつて大分合同法律事務所に所属していたことから古田弁護士の先輩にあたり、また、徳田弁護士とも以前ともに訴訟にあたった経験があり旧知の間柄であった。敗訴に落ち込んでいた両弁護士は、大喜びでこの申し入れを受け入れた。裁判資料を取り寄せた安東弁護士は、読み込むほどに一審判決が不当なものであると確信していった。3弁護士はさらに多くの弁護士に弁護団への参加を呼び掛けていくことで一致したが、私選弁護人とはいえ報酬は全く期待できないこともあり、また、弁護団の団結を重視したことから、気心の知れた弁護士に一人ひとり裁判資料を手渡して声をかける形をとった。大分合同法律事務所の所属弁護士やOB、一緒に仕事をしたことのある弁護士を中心に声を掛けていき、控訴趣意書提出までに柴田圭一・西山巌両弁護士が加わって5名の弁護団となり、さらに岡村正淳・鈴木宗嚴・千野博之、福岡の岩田務各弁護士が参加して、控訴審第3回公判（1990年（平成2年）9月17日）ころまでに9名となった。その後も荷宮由信・岡村邦彦・須賀陽二・工藤隆各弁護士が参加して、最終的にみどり荘事件の弁護団は13名となっている。
弁護団は一審判決を再検討し、自白の任意性、102号室の住民の証言、輿掛の身体に咬傷がなかったこと、輿掛の衣類から被害者の血液の跡が見つかっていないこと、輿掛の首や左手甲の傷、毛髪鑑定の信用性などについての一審判決の判断を批判し、さらに、犯行時間に205号室の住民が203号室から「神様、お許しください」という声を聞いているが輿掛にはそうした信仰はないこと、『荒鷲の要塞』の酒場の場面が輿掛のアリバイを証明していることなどを、輿掛が犯人ではないことを示す証拠として指摘する控訴趣意書をまとめた。最終的に200頁に及んだ控訴趣意書は、提出期限の前日に完成し、提出期限の1989年（平成元年）11月30日に、福岡高裁に直接持参して提出された。

### 科警研毛髪鑑定批判

#### 再鑑定依頼
福岡高裁における控訴審第1回公判は、1990年（平成2年）3月14日に開かれた。控訴審で弁護側は、「自白」の任意性・信用性、科警研の毛髪鑑定、輿掛の首・左手甲の傷の3点を中心に一審判決を覆す立証を試みた。5月28日の控訴審第2回公判では早くも被告人質問を行い、同年12月17日の控訴審第5回公判までをかけて「自白」当時の取り調べ状況や家族との面会と引き換えに「自白」に応じた過程などを質問して、捜査の違法性と「自白」が強要されたものであることを明らかにしていった。
「自白」の任意性の審理と並行して、弁護団は科警研の毛髪鑑定の信用性の問題に取り組んだ。同年7月28日、岩田弁護士から弁護団に、福井女子中学生殺人事件でも吉村悟弁護士が中心になって科警研の毛髪鑑定の信用性を争っているという情報がもたらされた。両事件の毛髪鑑定は、鑑定時期こそ6年の開きがあったものの、鑑定人も同じで、鑑定手法も全く同じ「形態学的検査」「血液型検査」「分析化学的検査」の3つからなるものであった。弁護団は早速吉村弁護士を知っていた西山弁護士を通じて資料を取り寄せ、たまたま9月21日に大分地裁に出廷する予定があった吉村弁護士を招いて勉強会を行った。吉村弁護士は、毛髪鑑定に関する国内外の大量の文献を示し、形態学的検査で個人識別が可能と考えているのは科警研だけであること、分析化学的検査では同一人でもデータの変動が大きく（個人内変動性）他人間でもあまり違いがないこと（個人間恒常性）を指摘して、科警研の毛髪鑑定が信頼できないものであると説明した。同年11月16日・17日と翌1991年（平成3年）1月7日の弁護団会議でも吉村弁護士から直接助言を受け、吉村弁護士の「弁護側として科警研の鑑定結果を覆す再鑑定を行ったほうが良い」という助言をもとに、弁護団は岩田弁護士が作成した「元素分析批判」「形態学的検査批判」という科警研の毛髪鑑定の矛盾点を指摘する2つの文書を手に再鑑定を依頼する専門家を探していった。とはいえ、科警研が鑑定した毛髪は鑑定の過程で全量を費消しており、再鑑定は科警研の鑑定データを基に分析し直すという形をとるよりほかなかった。
1990年（平成2年）11月19日、岩田弁護士は九州大学医学部法医学教室の永田武明教授を訪問し、科警研の鑑定書と「元素分析批判」を持参して意見を求めた。永田教授は「元素分析批判の指摘は正しいと思う」と述べたが、「自分は毒物を専門とする法医学者であり、この内容であれば科学評論家か数理統計学者がふさわしい」という意見を示して再鑑定については固辞した。岩田弁護士はその足で大学の同級生であった九州大学工学部の香田徹助教授を訪ねて適任者を尋ねたところ、数理統計学の世界的権威として九州大学理学部の柳川堯助教授を紹介された。そのころ、徳田弁護士も別ルートで再鑑定を引き受けてくれる専門家をあたっていた。徳田弁護士は、11月20日、中学校の同級生で野球部ではバッテリーを組んだ間柄の九州大学工学部の立居場光生教授を訪ね、やはり科警研の鑑定書と「元素分析批判」を持参して適任者を尋ねると、同じく柳川助教授が適任であろうとの返答を得た。
同年11月26日、徳田弁護士と岩田弁護士は、科警研の鑑定書と「元素分析批判」「形態学的検査批判」を持って柳川助教授を訪ねて意見を求めた。柳川助教授は、その場で科警研の毛髪鑑定の杜撰さを指摘し、12月には「統計的鑑定法」、翌1991年（平成3年）1月には「元素分析スペクトルパターンによる鑑定批判」と題する意見書を作成して弁護団に送付した。弁護団は意を強くし、1991年（平成3年）1月31日の第6回公判後に古田・徳田・安東・鈴木・西山・岩田・千野の7弁護士が柳川助教授に再鑑定を依頼した。柳川助教授は意見書は書いても再鑑定までするつもりはなかったようであったが、弁護団の懇願を受けて再鑑定を受諾した。
これとは別に、第6回公判で弁護団は被害者の首に巻かれたオーバーオールに付着していた体毛の鑑定を要求し、鑑定の結果、オーバーオールに付いていた体毛は血液型O型のものであることが判明した。さらに、遺体の司法解剖の鑑定書に何かが剥がされた形跡を発見して鑑定人に問い合わせたところ、当初の鑑定書には被害者の膣内に残されていた精液はA型またはO型であると記された付属説明文書が添付されていたことが分かった。被害者の陰毛に付着していた精液は輿掛と同じB型のものであったため、弁護団は複数犯による犯行を強く疑うようになっていった。

#### 柳川鑑定
柳川助教授の再鑑定書は1991年（平成3年）5月17日に完成した。鑑定書は、統計的鑑定法の考え方についての総論と、この観点から具体的に科警研の毛髪鑑定の誤りを指摘する各論部分からなり、結論として「あらゆる点において、本件において採用された毛髪鑑定法は、信頼性ある科学的根拠をもった鑑定とはいえない」と断言するものであった。弁護団は、この再鑑定書を5月23日の控訴審第8回公判に証拠として申請し、6月25日の第9回公判では柳川助教授の証人尋問が行われた。
柳川助教授は鑑定書と証言で、まず、被告人の毛髪のサンプルが少なすぎて被告人の毛髪の特徴自体が明確になっていないこと、科警研の形態学検査は鑑定人の経験に依存しており科学的とは言えないことを指摘した。
分析化学的検査としての元素分析については、事件現場で採取された毛髪と被害者・被害者の姉・輿掛の毛髪の塩素・カリウム・カルシウムの含有量を比較して輿掛と同程度であったと鑑定したものであるが、各人のデータには幅があり、しかも被害者の姉と輿掛の数値は大部分が重なっていることを示し、本来、この重なりあった部分は「鑑定不可能領域」であり、事件現場で採取された毛髪の数値がこの領域にあれば被害者の姉のものとも輿掛のものとも判定できないものであると指摘した。それにもかかわらず、科警研の毛髪鑑定で事件現場で採取された毛髪のデータが輿掛のデータと一致したと判断しているのは失当であり、そもそも人の毛髪はほとんどの人で元素含有量のデータは大部分が重なるものであるから3人の毛髪だけと比較しても全く意味がないと主張した。形態学検査も含めて、科警研の毛髪鑑定は、事件現場で採取された毛髪と被害者・被害者の姉・輿掛の3人の毛髪としか比較しておらず、事件現場で採取された毛髪が3人以外のものである可能性を全く考慮していないとし、これは、3人の中に犯人がいるという前提に立たなければ有効ではなく、方法論からしてすでに致命的欠陥を抱えた、結論ありきの鑑定であると非難した。そして、最終的に、科警研の毛髪鑑定は「科学の名に値しない」と切って捨てた。
これに対して検察側は、7月24日付で科警研で毛髪鑑定を実施した科警研の技官の反論書を提出し、8月1日の第10回公判では柳川助教授に対する反対尋問を行ったが、反論書は柳川教授の指摘に正面から答えるものではなく、検事による反対尋問も的外れな質問を繰り返しては前田一昭裁判長からたびたび注意を受けるありさまであった。

### 法廷外の支援

#### 『夢遊裁判』
1991年（平成3年）2月、ノンフィクション作家の小林道雄は、互いの親類の結婚により縁続きとなる者から、甥が熱心に支援しているというみどり荘事件の資料を受け取った。この甥は、輿掛の自衛隊時代の銃剣道部の先輩で、自衛隊退職後は東亜国内航空の整備士として羽田整備工場に勤務していた。彼は、輿掛の逮捕当時、警察からの電話で自衛隊時代の様子を聞かれて輿掛が自衛隊を退職することになった飲酒運転事故のことを話したが、輿掛をよく知る彼は、輿掛が殺人事件の被疑者となっていることについては「彼は絶対にそんなことをする人間ではない。何かの間違いではないか」という話をしていた。その後、控訴審の審理が始まってから、弁護団は輿掛から「T警部補に、自衛隊時代の先輩にも話を聞いたが輿掛は酔っ払うと分からなくなると言っていたと追及された」という話を聞き、安東弁護士が彼に確認の電話を入れた。彼は、自分の話の一部が切り取られ、言っていないことを捏造されて輿掛の追及に利用されたことに憤り、以後、輿掛の無実を信じて積極的に活動していた。
直接彼から事件と裁判の詳細を聞き興味を持った小林は、大分で弁護団と会い、控訴審第7回公判以降の裁判をたびたび傍聴し、輿掛とも面会するなど取材を重ねた。弁護団は、輿掛の逮捕前後のマスコミの報道姿勢に対する不信感からジャーナリストの肩書を持つ小林を警戒感をもって迎えたが、丁寧な取材を通じて積み上げた事実を基に判断しようとする小林の取材手法に触れる中で徐々に信頼関係が形成されていった。一方の小林は、初めて会ったときの自然体の対応や庶民的な飲み屋に通う姿から、初対面で弁護団に好印象を持ったと記している。それでも小林は、当初、事件については予断を持つまいと努めていたが、弁護団から渡された一審判決を読んで、少なくとも刑事裁判の大原則である「疑わしきは被告人の利益に」に反すると感じ、また、取材を通じて輿掛の無実を信じるようになっていった。
1991年（平成3年）10月、小林は月刊誌『現代』誌上で「女子大生暴行殺人事件-ある『夢遊裁判』の記録」を発表し、事件の問題点を世に問うた。この反響は大きく、みどり荘事件は社会的な注目を集めるようになっていった。その後、小林は、後述するDNA鑑定の鑑定結果を待っていた控訴審第17回公判ころまでをまとめた『夢遊裁判 ―なぜ「自白」したのか―』を1993年（平成5年）6月に出版し、1996年（平成8年）12月には裁判終了後までの内容を大幅に加筆・改題したものが『<冤罪>のつくり方 ―大分・女子短大生殺人事件―』として文庫化された。

#### 救援会
控訴審が始まってから弁護団は、広く事件の真実を伝え一審判決の不当性を訴える必要性を感じていた。1991年（平成3年）11月29日の弁護団会議で、正当な判決を求める人々を組織して世論の力で外から裁判所を包囲する方針を確認し、安東弁護士を中心に救援会設立に向けて動き出した。翌1992年（平成4年）1月26日に「みどり荘事件を考える会」を開催することを決め、1991年（平成3年）12月27日には、県内で様々な問題に取り組む約40名に、『現代』に載った小林の「夢遊裁判」を同封して参加を呼び掛ける文書を発送した。
1992年（平成4年）1月26日、大分市の大分文化会館で「みどり荘事件を考える会」が開催された。事前の弁護団の心配をよそに、準備していた席はすぐに埋まったため急遽追加の椅子を持ち込み、最終的に約50名が参加する大盛況となった。「考える会」では、一審判決や「自白」、科警研の毛髪鑑定、輿掛の傷などの問題点を、休憩なしで約4時間、弁護士が交替しながら熱く語った。そして、3月9日の次回控訴審第13回公判で、直接輿掛を見て、その語る声を聞いて、輿掛の人柄を確認してほしいと傍聴を呼び掛けた。その控訴審第13回公判には、それまでほとんど傍聴者のいなかった法廷に十数名の傍聴者が集まり、輿掛の被告人質問を見守った。こうした人たちを中心に救援会の結成に向けた準備会を重ね、同年5月17日には市内中心街で結成集会への参加を呼び掛けるビラ1,000枚を配った。呼びかけ人には57名が名を連ねた。
同年5月24日、大分市の大分県労働福祉会館で、真相報告会と救援会結成の集会が行われ、180名余りが参加した。「考える会」と同じく各弁護士が事件と裁判の概要と問題点を語り、鈴木弁護士は「いけにえの論理にマスコミが加担」と題して当時のマスコミの報道姿勢を批判した。参加者の一人、ホテル時代の輿掛の同僚は、マスコミの報道を信じて輿掛を犯人にしてしまったと自らを責め、年月がたって世間からいろいろと言われることも少なくなった中であえて姿を見せた輿掛の家族の気持ちを慮る言葉を涙ながらに語って、参加者の感動を呼んだ。救援会は「輿掛さんの冤罪を晴らし、警察の代用監獄をなくす会」（略称みどり荘救援会）と命名された。
みどり荘救援会は、安東弁護士を事務局長として、主に次のような活動を行っていった。
会報の発行
みどり荘救援会結成を報告した第1号から控訴審判決が確定した約5か月後の第20号まで、『無罪』と題する会報を発行した。会報は結成総会や公判傍聴に参加できなかった会員にその内容を伝え、新たな会員の獲得や次回公判の傍聴を勧誘する役割を果たした。
真相報告会の開催
みどり荘救援会は、会員のつてを頼りに真相報告会を開催した。結成3か月後の同年8月には佐伯市で100名、日田市で180名を集めるなど大分県内各地で報告会を繰り返し、1994年（平成6年）6月28日には初めて福岡市で開催するなど、最終的に約50回を数える報告会を実施して支援の輪を広げていった。
裁判の傍聴
前述の通り、弁護団はみどり荘救援会結成前の第13回公判の傍聴を呼び掛け、十数名が傍聴した。傍聴活動の目的は、支援者が裁判を見て輿掛が無実かどうか自分自身で判断することと、大勢の支援者で傍聴席を埋めて輿掛を励ますことであった。『夢遊裁判』を著したノンフィクション作家の小林は著書の中で、それまで閑散としていた傍聴席に十数名が入っただけで、法廷の雰囲気が一変したと記している。みどり荘救援会結成後の第14回公判からは、救援会がマイクロバスを準備しての傍聴活動が始まったが、回を追うごとに傍聴希望者が増え、すぐにマイクロバスから大型バスに変わった。行きのバスの車内では必ず同行する安東弁護士からこれまでの裁判の推移と当日の公判での弁護側の意図が説明され、帰りの車内では弁護士から当日の公判の解説を聞き、参加者にはビールが配られて一人ひとりが感想を述べ合った。
みどり荘救援会は、結成後1週間で190名の会員が集まり、同年末には400名を超えた。そして、控訴審判決直前に開かれた1995年（平成7年）5月27日の第4回総会時点で、会員数は621名を数えている。

### DNA鑑定

#### 委嘱
弁護側が柳川鑑定書を提出した1991年（平成3年）5月23日の第8回公判終了後、前田裁判長は弁護団と検察を呼び出し、犯行現場に遺留されていた毛髪と被害者の膣内から採取された精液をDNA鑑定にかけることを打診した。この日の毎日新聞朝刊の1面には、「DNAで犯罪捜査」の見出しで「警察庁が五月二二日に、DNA鑑定について、鑑定方法などを統一したうえで制度として犯罪捜査に導入することを決めた。この鑑定制度の導入により、わずかな血痕、体液、皮膚片から個人の特定が可能となり、日本の犯罪捜査は指紋制度の発足（一九一一年）以来の大転換となる」とする記事が掲載されていた。科警研の毛髪鑑定の信用性を崩しかけていた弁護団はこの申し入れに困惑し、弁護団会議では侃々諤々の議論が交わされた。当時、DNA鑑定は100万人に一人の確率で個人識別が可能などとマスコミで報道されていたが、まだまだ未知の領域でありDNA鑑定の科学的信頼性には強い疑問が残る、すでに無実の立証は尽くされており不要であるなどとして、弁護団は当初DNA鑑定には否定的であった。しかし、8月1日の第10回公判後にも再度裁判所からDNA鑑定を行いたい意向が示され、最終的に弁護団も、膣内から採取された精液が輿掛のものではないとする鑑定結果が出れば無罪が明らかになること、無罪を争いながらDNA鑑定に反対することは弁護団も不安を持っていると受け取られかねないこと、打ち合わせの場で陪席裁判官から「DNA鑑定がなくても自白がある」との発言があったことから裁判所側がこの段階で無罪の心証を持っているとは言えないこと、さらに、裁判所の強い意向を考えると受け入れざるをえないとして、DNA鑑定の実施に同意した。こうして、有罪にするにしろ無罪にするにしろ確かな証拠が欲しい裁判所、科警研鑑定が崩された検察、しぶしぶ受け入れた弁護団と、三者三様の思惑を抱きつつ、10月31日の第12回公判で日本で初めての裁判所の職権によるDNA鑑定が行われることが決まった。
鑑定は、DNA多型研究会（現日本DNA多型学会）運営委員長の筑波大学三澤章吾教授に依頼することになり、同年11月14日、同大社会医学系長室で鑑定人尋問が行われDNA鑑定が委嘱された。鑑定事項は、被害者の膣内容物を採取したガーゼ片に輿掛の血液から抽出するDNAと同一のDNA型を有するものが存在するか、事件現場から採取された毛髪に輿掛の血液から抽出するDNAと同一のDNA型を有する毛髪が存在するかの2点であった。三澤教授からは、同大の原田勝二助教授を鑑定補助者にしたいと申し出があり、認められた。また、鑑定対象と同程度の古い毛髪を使用しての予備実験に約6か月、その後、実際の試料を用いた鑑定にさらに約6か月かかるため、鑑定結果が出るのは約1年後の翌年10月になる見込みであること、鑑定過程で試料は全量費消される旨の説明があった。尋問に立ち会った古田・徳田・安東・西山の4弁護士は、後日検証が可能なように、試料は全量費消せず一部を残しておくこと、実験ノートを作成して実験データ等の鑑定経過を記録に残し提出できるようにしておくことの2点を要求し、三澤教授も了承した。

#### 鑑定待ちの間の審理
DNA鑑定が委嘱されその結果を待つ間、弁護側は「自白」の任意性・信用性を焦点に再度被告人質問を行った。ここで弁護側は、一審での輿掛と弁護人の信頼関係についてと、「自白」の変遷についてを明らかにしようとした。一審判決が輿掛の「自白」の信用性を認める最大の拠り所としたのは、通常虚偽や強制された自白の撤回は公判の早い段階でなされるものであるのに、輿掛は一審第12回公判まで不利益供述を維持した点であった。実際には一審第2回公判以降は輿掛に発言の機会はなく、次に発言した一審第12回公判で「自白」は撤回していたが、徳田弁護士の誘導尋問によって一審第1回・第2回公判での供述に引き戻されていた。弁護団は、一審第1回・第2回公判で不利益供述をしたのは弁護人との間に信頼関係が築けていなかったためであり、第12回公判で徳田弁護士の誘導尋問に乗って「事件現場にいたことは覚えている」旨を認めたのは逆に信頼関係が生まれていたからだということを明らかにしようとしていた。一審の古田・徳田両弁護人は一審での弁護活動を自己批判する供述録取録を提出し、1992年（平成4年）3月9日の第13回公判では輿掛の口から「一審での不利益供述の維持は弁護人に問題があった」ことを引き出そうとした。特に一審第12回公判で強引に供述を引き戻した徳田弁護士は、事前に輿掛と何度も打ち合わせを行い、「そんなことは言えません」という輿掛に対して、「僕があのような質問をしなければ有罪認定の理由に使われることもなかった」「君は僕を憎まなければならない」「お前があんなことを言ったせいで有罪にされたんだという思いを込めて言わなかったら伝わらない」と繰り返し説得した。しかし、公判では輿掛から弁護人を批判するような言葉は出てこなかった。公判後、輿掛は「先生たちの質問に充分に答えられず、申し訳なかったと思っています」と手紙に書いたが、輿掛の性格をよく知る徳田弁護士は「やっぱり駄目でしたね」と静かに笑っただけであった。
続く同年6月17日の第14回公判で、弁護団は「捜査段階における被告人の不利益供述の変遷と信用性に関する弁護人の意見書」と題する意見書を提出し、9月7日の第15回公判にかけて輿掛の「自白」の変遷について被告人質問が行われた。この中で弁護団は、輿掛の「自白」が重要な点あるいは記憶違いとは考えにくい点で変遷しており、しかもその理由が全く説明されていないことを指摘した。例えば、事件現場の203号室から自室に戻る際、当初は裸足であったとはっきり述べていたにもかかわらず、裸足だったと思う、裸足だった気がすると変わっている。また、当初の自室に入る際に鍵を使ってドアを開けたと思うとの供述も、「鍵をしてあったかどうかがはっきりしません」という供述を経て、最終的に「鍵を開けて入った記憶はありません」と変遷している。弁護団は、これらは輿掛にとって何の意味もないことであるが、警察が当初輿掛は窓伝いに203号室に侵入したと想定していたと仮定すると意味のある変遷になると主張した。すなわち、窓伝いに侵入したとすると裸足で行動したはずであり、事件当日買い物から帰った時に部屋の鍵を閉めた輿掛は犯行後に鍵を開けて自室に戻ったはずである。しかし、窓伝いに侵入したとする仮説が物理的に不可能なことが判明すると、裸足で行動したり、犯行後に戻ってくる自室のドアに鍵をかけてから203号室に行き犯行に及んだとすることは逆に極めて不自然となってしまうため、当初の供述を変更する必要が生じたと考えることができる。弁護側は、こうした供述の変遷は、輿掛の「自白」が警察によって強制ないし誘導されたものである何よりの証拠であると主張した。
同年11月25日の第16回公判には、事件直後に輿掛に取材した新聞社の記者が出廷した。輿掛は、事件直後に当時の恋人の実家に電話を掛けた後に新聞社の記者から取材を受けたと話していたが、どこの新聞社の誰であるのかは分かっていなかった。しかし偶然にもこの年の4月にその記者が別件で徳田弁護士に手紙を出し、その中で事件直後の輿掛に取材をしたことが触れられていたことから、事件直後に取材したのがこの朝日新聞社の記者であることが分かったのであった。この記者は当時の取材メモも残しており、記憶とこのメモをもとに事件直後の輿掛の様子を証言した。この記者によれば、「みどり荘に到着したのは1時15分ころで、すでに規制線が張られていた。公衆電話で話していた輿掛を見つけて電話が終わるのを待って声をかけた。輿掛は質問にはすべて答え、特に不審な様子は感じなかった。輿掛は上下ジャージであったが、ジャージの下に何かを持っている様子もなかった。取材後はまっすぐみどり荘に帰って行った」ということであった。また、後に輿掛が重要参考人として捜査対象になっていることを知った際には「非常に意外で何か自分は人を見る目がないのかなと思いました」と述べている。弁護側は、この証言によって、電話を掛けるために外出した際に血液等の付着した下着などを処分する余裕があったとした一審判決の認定の誤りを立証できたと考えた。
一方、DNA鑑定の結果はなかなか提出されなかった。当初は鑑定書の提出は1992年（平成4年）10月ころを目途とされていたが、同年9月の裁判所の問い合わせに対して三澤教授は12月末になると回答した。しかし、年が明けても提出されず、1993年（平成5年）2月4日の第17回公判では新たに着任した金澤英一裁判長から「鑑定書の提出は4月上旬になる」と報告され、この公判以降鑑定結果待ちとなって審理は完全にストップした。

#### 鑑定結果
三澤教授からの鑑定書は、1993年（平成5年）8月12日に福岡高裁に提出された。三澤教授によるDNA鑑定は、対象試料からACTP2 (ACTBP2)と呼ばれるマイクロサテライトの部位をPCR法で増幅させ、そのGAAAの4塩基の反復回数でDNA型を判定するというものであった。これは、マイクロサテライトをDNA鑑定に用いた日本で初めての例となった。鑑定結果は、被害者の膣内容物が含まれたガーゼ片からは被害者と同一のDNA型しか検出されなかったが、事件現場から採取された毛髪のうちの1本（符号16-1、台紙番号10、毛髪番号1）から、輿掛と同一のDNA型が検出されたというものであった。鑑定書によれば、血縁関係にない全くの他人が同一のDNA型となる確率は0.088％とされていた。
鑑定結果に驚いた弁護団は同日中に鑑定書を入手すると直ちに内容の精査に入ったが、読めば読むほど鑑定書に多くの問題があることが明らかになった。鑑定書には「鑑定には平成三年一一月一四日から平成五年八月一〇日までの六三六日を要した」と記されているにもかかわらず鑑定書の作成日付が「平成五年七月三一日」と記されていることをはじめ、鑑定データからは11/23型となるべき輿掛のDNA型が16/36型とされているなど、基本的な点や重要な点に多くの誤りが見つかった。全26ページ（本文9ページ、註・図等17ページ）の鑑定書中で、弁護団が発見した誤りは53か所に及んだ。また、膣内容物からは被害者のDNA型しか検出されなかったが、鑑定書には「この結果は、膣内容物中に精子が付着していなかった事を積極的に裏付けるものではない。勿論、輿掛良一の精子由来のDNAが膣内容物に存在しないという結論も導き出せない」と記述され、これは鑑定人が予断をもって鑑定にあたったことを感じさせるに十分であった。さらに、0.088％という確率を導いたデータベースのサンプル数は65と少なすぎて信頼性に疑問があることに加え、添付された表から計算すると正しくは0.178％であった。なお、弁護団は鑑定書が届いて1週間後の8月19日の時点ですでに鑑定結果が誤りであることを示す決定的な証拠をつかんでいたが、輿掛と弁護団のほかにはごく一部の者にしか知らせずに切り札として温存し、当面は鑑定書の矛盾や問題点を正面から追及していくこととした。
9月21日、鑑定結果を受けての裁判所・弁護団・検察三者の打ち合わせがもたれた。「この事件はDNAで決まりでしょう。いまさら、弁護団は何をされるのですか」という金澤裁判長に対して、弁護側はいくつかの誤りを示して鑑定の杜撰さを指摘し、三澤教授の尋問を求めた。裁判所側は三澤教授の多忙を理由に筑波大学での出張尋問を提案したが、弁護側は裁判公開の原則を盾に公判での尋問を譲らず、福岡高裁で鑑定人尋問が行われることになった。この打ち合わせの翌々日の9月23日、福岡高裁に三澤教授から鑑定書に対する訂正書が届き、32か所が訂正された。刑事事件の鑑定書でこれだけの箇所が訂正されるというのは前代未聞であった。また、訂正書の作成日付は9月20日付、消印は9月22日であった。

#### 鑑定人尋問
1993年（平成5年）12月9日の第19回公判から、三澤教授に対する鑑定人尋問が行われた。三澤教授は、鑑定書の作成日付については「秘書のワープロミス」と弁明したが、鑑定試料の番号の誤りについてや、鑑定試料と同程度の古い試料を用いた予備実験をいつからいつまで行ったのか、実際の鑑定試料を用いた鑑定はいつ始めたのかなどについては「実験に関与していないので分からない」と答えた。また、弁護側の「基礎データに基づいて鑑定文が書かれるはずであるのに、基礎データと鑑定文が食い違っているということは、データの改竄や作り直しがあったのではないか」との追及に対しては「基本ルールに従った」「結論に間違いはない」と繰り返し、金澤裁判長からも「質問の意味が分かっていない」と諌められた。そして、弁護側は鑑定前の尋問で約束していた実験データ等の提出を求めた。三澤教授はこれに応じ、この公判に前後してX線写真のフィルムや測定データ等を提出した。
翌1994年（平成6年）1月26日の第20回公判でも三澤教授に対する鑑定人尋問が行われたが、この日の公判でも弁護側からの質問に三澤教授は「それは原田助教授がやった」と繰り返すばかりだった。この日の尋問では、三澤教授は鑑定作業や鑑定書作成に全く関与しておらず原田助教授に任せきりにしていたこと、実際に鑑定試料を使って鑑定作業を始めたのは鑑定書を提出した1993年（平成5年）の5月であったことが明らかになった。
三澤教授に対するDNA鑑定の委嘱は1991年（平成3年）11月14日に行われたが、そこから鑑定書提出までの経緯は、後に判明したものも含めると以下のようなものであった。
| 年     | 月   | 鑑定作業                                                    | 鑑定書提出見込       |
| ------ | ---- | ----------------------------------------------------------- | -------------------- |
| 1991年 | 11月 | 鑑定委嘱                                                    | 翌年10月に提出の見込 |
| 1992年 | 春頃 | 同程度に古い試料の鑑定を 試みるも判定不能 ACTP2の存在を知る |                      |
| 1992年 | 9月  |                                                             | 12月中に提出と回答   |
| 1992年 | 年末 | ACTP2を用いた実験開始                                       |                      |
| 1993年 | 2月  |                                                             | 4月上旬に提出と回答  |
| 1993年 | 5月  | 鑑定試料を用いた鑑定を 始めるも判定不能                     |                      |
| 1993年 | 7月  | 判定可能となり鑑定書作成                                    |                      |
| 1993年 | 8月  | 鑑定書提出                                                  | 鑑定書提出           |

三澤教授らは、鑑定を引き受けた段階で、10年前の古い試料からDNA鑑定を行う具体的な方法を知らなかった。1992年（平成4年）春まで、鑑定試料と同程度の古い試料を用いてGSTπやアポBといったマイクロサテライトで鑑定を試みたが、結果は判定不能であった。たまたまそのころイギリスの科学雑誌『ヌクレィック・アシッズ・リサーチ』にACTP2というマイクロサテライトを紹介している記事を見つけ、三澤教授らはこれを用いた鑑定を試みることにする。同年末ころから実験を始め、茨城県内の70名の血液からデータベースを作成して1993年（平成5年）4月の日本法医学会で「血痕・毛根試料からの個人識別に有効なVNTR（高変異反復配列）の検出」と題して報告し、異論が出なかったことから学会で承認された形となった。
学会後の1993年（平成5年）5月から、鑑定試料を用いた鑑定作業を始め、当初は判定不能であったが7月ころから判定可能となって原田助教授によって鑑定書が作成された。三澤教授は、原田助教授から完成した鑑定書を受け取って、30分から1時間程度目を通して記名・押印して提出した。
このような経緯であったにもかかわらず、いまだACTP2を用いた実験を行う前の1992年（平成4年）9月に裁判所からの照会に対して12月中に鑑定書を提出できると回答し、鑑定試料を使った鑑定作業に入る前の1993年（平成5年）2月にも4月上旬に提出すると回答するなど、三澤教授らは裁判所や弁護団に対して虚偽の報告を繰り返していたのであった。
4月20日の第21回公判でも引き続き三澤教授に対する鑑定人尋問が行われた。ここではデータベースの信用性が問われたが三澤教授はまともに回答できず、法廷には傍聴していた統計応用学者で元明治大学教授の木下信男の高笑いが響いた。木下元教授は閉廷後に三澤教授のことを「集団遺伝学についてまったく無知」と語ったが、三澤教授は金澤裁判長からも公判中に理解不足を指摘されている。
また、この日の公判で、検察側・弁護側双方が三澤教授の鑑定書に対する意見書を提出した。検察側は、原田助教授を鑑定補助者として実験を行わせることは鑑定を委嘱する際に弁護人も了承していると主張したが、弁護側は、宣誓の上で鑑定を引き受けたのはあくまで三澤教授であり、原田助教授を鑑定補助者とすることが認められているとはいっても限度があるとして鑑定書は真正に作成されたとはいえず証拠能力がないと主張し、多忙や人員不足、鑑定に必要なアイソトープを扱う免許がないなどとして原田助教授に丸投げした三澤教授は鑑定人としての自覚や資格に欠けると厳しく指摘した。さらに、弁護側は意見書の中で、これまで隠してきた毛髪の長さの問題を初めて指摘した。

#### 長さの問題
弁護団が指摘した毛髪の長さの問題とは、輿掛と同一のDNA型が検出されたとする「符号16-1、台紙番号10、毛髪番号1」の毛髪が15.6センチメートルの長さがあったという点である。事件当時の輿掛の髪型はパンチパーマで、当時警察に任意提出した毛髪は最も長いものでも7センチメートルであり、一目見て輿掛のものではないと分かるものであった。実際、この「符号16-1、台紙番号10、毛髪番号1」は事件当日の1981年（昭和56年）6月28日に被害者の部屋の和室の押入れ前で採取されたもので、大分県警の科捜研から警察庁の科警研に毛髪鑑定に出す際にも、長さや形状から被害者または被害者の姉のものと判断されて対象から除かれたものであった。それでも検察側は、たまたま長いものがあったのではないかと主張した。
1994年（平成6年）6月6日の第22回公判では、実際に鑑定にあたった原田助教授に対する尋問が行われた。原田助教授は、検察側の主尋問に対して、鑑定書でいう「同一の型」とは「類似性が高い」という意味であると証言した。弁護団は、「同一の型」と「類似性が高い」では全く意味が違うと驚いたが、鑑定の信用性が揺らいできたと感じて軌道修正を図ったものととらえた。この日の弁護側の質問では、原田助教授に対してACTP2法でのDNA型の分類方法を繰り返し確認した。ACTP2法はGAAAの4塩基の繰り返し回数で判定するものであるので理論上は4塩基ごとに分類すれば良いはずであるのに、三澤鑑定では1塩基ごとで分類していたためである。しかし、実際にはACTP2に3塩基や5塩基の不規則なものもあることが分かったため1塩基単位の分類とされており、原田助教授は、この分類方法では1塩基でも違えば他人であること、また、総塩基数が同じであっても3塩基や5塩基のものも含めて結果として同一になっている可能性があり、その場合も他人であることを認めた。
7月4日の第23回公判には、事件当時の輿掛の髪の長さを立証するために弁護側の申請した3名の証人が出廷した。一人目は、輿掛の長姉であった。長姉は事件の約10か月前に執り行われた輿掛の父の葬儀の様子を写真に撮っており、そこには、短髪の輿掛が写っていた。長姉は、写真は父の葬儀の時のものであり、その前日に「喪主だからきちんとしなければいけない」と言って輿掛を散髪に行かせたと証言した。二人目に証言に立ったのは事件当時輿掛の行きつけの理容店で輿掛を担当していた理容師で、葬儀の時の写真を見て髪型は角刈りで長い部分でも1センチメートル以下であると証言した上で、人の髪は1か月に約1センチメートル伸びること、事件前に輿掛はおおむね月に1度来店してパンチパーマをかけていたこと、事件後の1981年（昭和56年）7月11日に撮影された輿掛の髪型もパンチパーマであることなどを証言した。最後に証言した大分県理容美容職業訓練協会の副会長も、葬儀の時の輿掛の髪型は角刈りで長くても1センチメートル、人の髪は1か月に約9ミリメートルから1センチメートル伸びるとし、パンチパーマをかけた髪は長くても5センチメートルであり、事件後の輿掛の写真は幾分伸びているが5から8センチメートルの長さであり、またパンチパーマは時間の経過とともに緩むことはあってもストレートになることはないと証言した。これらの証言から、輿掛の父の葬儀から事件当日までは約10か月であり、その間一度も散髪をしなかったとしても11から12センチメートルにしかならず、また、事件当時の輿掛はパンチパーマでどんなに伸びていたとしても10センチメートルを超えることはないことから、DNA鑑定で輿掛と同一のDNA型が検出されたとする15.6センチメートルの毛髪は輿掛のものではありえないことが立証された。

### 保釈
DNA鑑定で輿掛と同一のDNA型が検出されたとする毛髪が輿掛のものではありえないことが明らかになった第23回公判直後の1994年（平成6年）7月7日、弁護団は福岡高裁に対して輿掛の保釈を請求した。保釈請求書では、輿掛の身柄拘束が12年6か月に及んでいること、逮捕や一審有罪の決め手となった科警研の毛髪鑑定はすでに「科学の名に値しない」と否定されたこと、検察側の立証は終了しており罪証隠滅の恐れはないこと、輿掛は潔白を主張する場として公判に積極的に関わっており、また、無罪を確信しているため逃亡の恐れも全くないことなどを理由として挙げた。
7月11日、福岡高裁第一刑事部は保釈許可を決定。これに対して検察側は、一審で無期懲役が言い渡された重大事件であること、控訴審での審理でも輿掛を犯人とする証拠が増大しており罪証隠滅の恐れもあること、一審・控訴審の審理経過からして勾留が不当に長期にわたっているとは言えないことなどから、保釈許可決定には裁量権の逸脱があり違法として直ちに異議を申し立て、同高裁第二刑事部で審理されることになった。弁護側は、一審の審理の長期化は検察側の大量の補充立証が原因であり、控訴審の審理の長期化も裁判所の職権でDNA鑑定を採用したことによるもので、輿掛には何らの責任もないのであるから長期の勾留を甘受すべきいわれはないと反論した。
8月1日9時50分、福岡高裁第二刑事部は検察の異議申立の棄却を決定。決定では、そもそも犯人と輿掛を結び付ける直接証拠自体が乏しい上に検察側の立証はすでに終了しており現在争いになっている13年余り前の輿掛の髪の長さについて罪証隠滅は考えにくいとし、弁護人全員の身柄引き受け書が提出されており輿掛にしてみれば簡単には出せない300万円が保証金とされているとして逃亡の恐れも薄いとし、12年6か月以上拘束が続いていることも考慮すると、保釈許可は裁量権を逸脱して違法とは言えないとした。検察は特別抗告を断念し、輿掛は同日保釈された。
殺人事件で一審で無期懲役判決を受けた被告人が保釈されるのは日本ではきわめて稀である。当日の夕刊は、この異例の保釈を大きく取り上げた。その日の夕方に大分に戻った輿掛は、18時から大分県労働福祉会館で開催された「保釈歓迎・完全無罪をめざす集会」に参加した。会場には、急な呼びかけにもかかわらず350名の支援者が集まった。

### 「破綻」

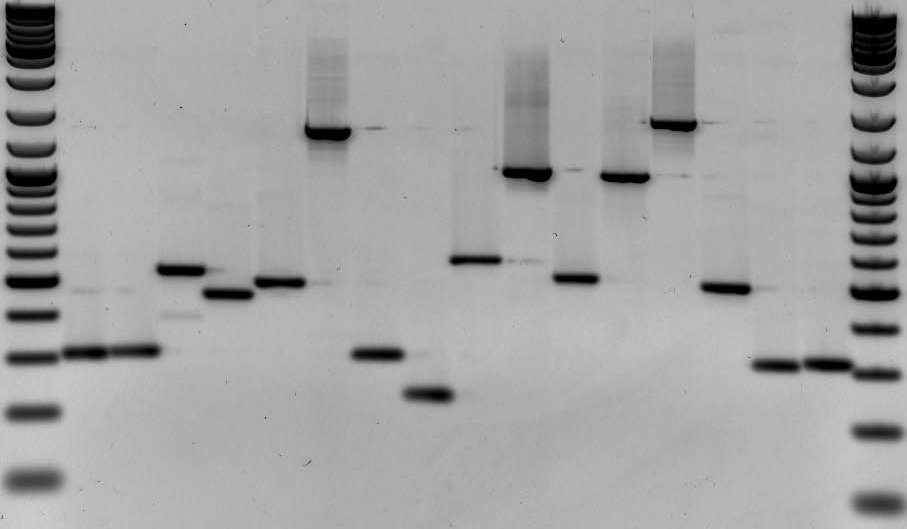
電気泳動画像の例。各レーンにバンドが現れる。

1994年（平成6年）11月16日、第24回公判で病気入院中の金澤裁判長から永松昭次郎裁判長に交代し、12月19日の第25回公判では、再度原田助教授を呼び、尋問が行われた。弁護側は、前回の尋問での原田助教授の「1塩基でも違えば他人」という証言を前提に、実際の鑑定におけるDNA型の判定方法を中心に質した。
三澤教授の鑑定方法は、試料からACTP2と呼ばれるGAAAの4塩基の繰り返しからなるマイクロサテライトを抽出し、PCR法で増幅して電気泳動にかけ、その移動距離で塩基数を計測するというものであったが、電気泳動はその時々の条件によって結果が異なるため、100塩基単位のラダーマーカーと呼ばれる既知の塩基数の試料を同時に電気泳動にかけることで、それとの比較から対象試料の塩基数を計算して求める。原田助教授によれば、電気泳動の結果を撮影したX線フィルムを拡大コピーしたものにトレーシングペーパーをあて、泳動結果を示すバンドの中心に鉛筆で線を引いて泳動距離を測定したということであった。1塩基の違いは、元のX線フィルムで約0.33ミリメートル、拡大したもので約0.5ミリメートルにあたる。しかし、輿掛の血液のDNAのバンドの幅は約8ミリメートル（24塩基分）、輿掛と同一のDNA型が検出されたとする毛髪のバンドの幅は約2ミリメートル（6塩基分）あった。原田助教授らの測定方法は、それぞれのバンドのだいたい真ん中と思われるあたりに目測で線を引いて、その距離を1ミリメートル単位の目盛の普通の定規で測るというものであった。このやり方では、それぞれのバンドのどこに線を引くかで数塩基程度の誤差は容易に生じうるし、引かれた線も基準の線と平行ではなく、どこを測るかによって計測結果が変わってしまう。実際、鑑定書の元となったデータには、輿掛の血液と輿掛と同一のDNA型が検出されたとする毛髪の各バンドをそれぞれ3回測った測定データがあったが、同じバンドを測ったはずのその値は、測定の都度異なっていた。弁護団は、1塩基単位で正確な計測が求められるにもかかわらずこのような測定技術しか持っていなかったことから、「本鑑定は破綻しているのではないか」と追及した。これに対して原田助教授は、「当時としては、できる限りの技術を使った」としつつも、「今の研究成果からみると、未熟」で、「明らかに先生のおっしゃるとおり」「破綻していると言っても差し支えない」と答えた。その瞬間、傍聴席からはどよめきが上がり、裁判官は驚いた表情を浮かべた。
さらに、弁護側は「同一の電気泳動パターンが検出された（図3参照）」として鑑定書に添付された電気泳動写真（図3）について追及した。図3では輿掛の血液のDNAバンドがレーン1に、輿掛と同一のDNA型が検出されたとする毛髪のDNAバンドがレーン2にあり、同じ位置にバンドが現れているように見える。弁護団が鑑定書を入手した際に、鑑定書を渡して意見を求めた新潟大学の山内春夫教授は「図3の被告人のバンドと現場遺留毛髪のバンドは同一であるように見える」と言い、九州大学の柳川教授も「鑑定書にミスが多いことをいくら強調しても、図3の実験データが崩れない限り三澤鑑定を否定できない」という感想を述べていたものである。しかし、鑑定書の後から提出された元々のX線フィルムを確認すると、これは別々の機会に電気泳動にかけられたもののX線フィルムを合成したもので、それぞれの電気泳動ではラダーマーカーの泳動距離自体が異なっており本来比較できるようなものではなかった。弁護団は「合成したことはどこにも書いていない」「同一の機会に行われた電気泳動の写真であると誤解するのではないか」と追及したが、原田助教授は、「あくまでわかりやすくするために参考として付けただけ」として、図3は「何の測定データにも根拠にもなっていない」と答えた。そして、最後に、弁護側から再度「類似」の意味を問われた原田助教授は、ひょっとしたら同じかもしれないし違うかもしれないという意味であると答えた。
原田助教授の尋問が終わると、永松裁判長は弁護団と検察を別室に呼び、弁護側が請求していた傷についてと検察側が請求していた毛髪についての証人申請を取り下げるよう求めた。弁護側・検察側ともにこれを受け入れ、この日の公判をもって控訴審の証拠調べを終えた。

### 最終弁論
1995年（平成7年）2月24日、第26回公判が開かれ、13時30分に弁護側の最終弁論が始まった。弁論は「本件事件の特徴と真犯人像」から始まり、捜査段階や第一審での輿掛の不利益供述の任意性と信用性、102号室の住民の水音に関する証言の信用性、輿掛の身体にあった傷の評価、科警研の毛髪鑑定、三澤教授によるDNA鑑定の証拠能力や信用性などについて、安東・徳田・千野・鈴木・荷宮・古田・岡村邦彦の各弁護士が順に弁護側の主張を述べていった。
弁論の結びとなる「結語」は徳田弁護士が行った。徳田弁護士は、第一審から弁護についた者として自ら担当を願い出て、誰にも相談することなく一人で「結語」を書き上げていた。その内容は、自らの第一審での弁護活動を痛烈に自己批判するものであった。
そして、裁判所に対して、科警研の毛髪鑑定や三澤教授によるDNA鑑定といった「科学を装った非科学的鑑定」を厳しく明確に批判した上での完全無罪判決を求めて弁論を締めくくった。徳田弁護士が弁論を終えると、2時間にわたる弁護側の最終弁論を静かに聞いていた傍聴席から大きな拍手が沸き起こった。永松裁判長は、「静かにしなさい」と拍手を制止した。そして、「こんな立派な弁論に対して失礼でしょう」と付け加えた。
続いて検察側の最終弁論が行われたが、傍聴していたノンフィクション作家の小林道雄によれば、「弁護側が論破した問題点に対して、聞くべき反論はいささかもなかった」。
この公判で控訴審は結審し、判決公判は6月30日と指定された。

### 控訴審判決
1995年（平成7年）6月30日、福岡高裁で判決公判となる控訴審第27回公判が行われた。14時に開廷し、永松裁判長が「主文。原判決を破棄する。被告人は無罪」と逆転無罪となる判決を読み上げると、満席の傍聴席から大きなどよめきと拍手、そして被告人の長姉の咽び泣く声が法廷に響き渡った。永松裁判長は「静かに」とそれらを制した後、判決理由を朗読した。
判決理由では、輿掛の首と手の傷についての検討から始め、争点となった点について以下の通り次々と弁護側の主張を認めていった。
首・左手甲の傷
まず、輿掛の頚部の傷について、一審判決では「被告人の傷の状態を最も慎重に綿密に観察しているのは、本件犯行直後被告人から事情聴取をしたT警察官であるとして、Tの証言を高く評価して」いたが、控訴審判決では、「Tは、被告人の傷を観察してから一年以上も経過した後に証言している」こと、「観察当時に損傷状態を写真に撮影するとか、損傷状態の見聞結果を詳細に図示するなど、確たる記録を残す措置をとっておらず、主として本人の記憶のみに基づいて証言していること」、「証言時より記憶が新しいはずの捜査段階においては、検察官に対し、右のようには供述せず、頚部の細長い傷はみみずばれみたいな状態であった旨供述していること」などから、「T証言の信用性については疑問の余地がある」とした。また、牧角名誉教授の鑑定によれば、輿掛の頚部の傷は発赤反応であり「発赤反応は皮膚刺激から遅くとも二時間から三時間の経過によって消褪する」のであるから、輿掛の頚部の傷は「むしろ、本件犯行の犯行時間帯に生成されたものではない可能性の方が大きい」などとし、「虫に刺されて引っ掻いたかもしれないという被告人の弁解も、一概には否定できない」として、「被告人の頚部の損傷は本件犯行の際の被害者の抵抗によって生成された可能性が高いとした原判決の判断は、疑問であり、是認することができない」として一審判決の判断を退けた。
また、左手甲の傷についても、一審判決では、ビールラックではこのような傷は生じず爪によって生じた可能性が高いとする鑑定結果から、「ビールラックを移動中に傷つけたかもしれない」という輿掛の弁解を排して被害者の抵抗によって生じた可能性が高いと判断したが、控訴審判決では、「縦横とも二ないし三ミリメートルのごま粒ほどの小さい傷であることを考慮すると、日常生活の中で気付かないうちに負傷することもあり得ないわけではなく」、「被告人の弁解は、ビールラックで打った時にできたのではないかという推測の説明であり、ビールラックで傷つけたという記憶に基づいたものではない」とした上で、「古いビールラックになると、その表面にささくれや凹凸が生じていることもあり、その部分と左手甲との接触によって負傷する可能性も全くないとはいえない」ことや、鑑定も「被告人が負傷したかもしれないという時に扱ったビールラックを使用せず、他のビールラックを使用して実施した」ものであることなどから、「本件犯行の際の被害者の抵抗によって生成された可能性が強いとした原判決の判断は、根拠に乏しく、是認することができない」として、これも一審判決の判断を退けた。
毛髪鑑定
事件現場から採取された陰毛について、一審判決は、科警研の毛髪鑑定を「信用性があると評価した上、被告人の陰毛である可能性の高い陰毛が二〇三号室に落ちていたと判断し、被告人と本件犯行とを結びつける重要な状況証拠の一つとしている」が、控訴審判決では、控訴審で提出された複数の文献は「いずれも、体毛鑑定によって個人識別ができるとすることには消極的」であり、科警研の鑑定人の一人も形態学的特徴や分析化学的特徴から断定的な識別は困難であることを認めていることから、科警研の毛髪鑑定では「本件遺留陰毛と被告人の陰毛とは『類似する』という程度の域を出ない」とし、「体毛鑑定は、個人識別の方法として絶対確実とはいえず」「体毛鑑定の結果を重要な決め手とすることは危険であって許されない」と断じた。
DNA鑑定
事件現場から採取された毛髪から輿掛と同一のDNA型が検出されたとする三澤教授によるDNA鑑定については、「長さ一五・六センチメートルもあるような本件遺留毛髪が被告人の毛髪であるとは到底考えられず」、実際の鑑定にあたった原田助教授も「現時点のレベルからみると、三澤鑑定書の鑑定結果は破綻していると言っても差し支えない旨自ら認めて」おり、「三澤鑑定書には、その信用性を是認することができず」「三澤鑑定書をもって、被告人と本件犯行とを結び付ける証拠とすることはできないと言わざるを得ない」として排した。
「自白」の任意性・信用性
捜査段階での不利益供述について、一審判決では、捜査員が母親に会わせることと引き換えになされた「約束による自供」にあたるとしたものの、任意性・信用性には影響がないとし、「倒れている被害者の側に立っていた」などの供述を事実と認定して、輿掛が犯人である決め手の一つとしていた。控訴審判決では、まず、全体的な供述内容を、「被告人が被害者を殺したことは間違いないとしながら、犯行の動機はもとより、二〇三号室への侵入経路、強姦及び殺人の犯罪行為そのものに関しては、全く記憶がないという不自然なものである」と指摘し、一方で「倒れている被害者の状況に関する供述内容は」「あたかも死体発見当時の被害者の状況を撮影した実況見分調書の写真を見ながら供述しているかのようである。一読して、被告人の実体験に基づく供述であるか甚だ疑問である」とした。また、「捜査官が、被告人が母親らの身の上を心配し、会いたがっていることを利用して、母親らと面会させる約束をし、実際に面会させたことの代償として不利益供述がなされたことは疑う余地がない」と認定し、「任意性を認めることには躊躇せざるを得ない」とした。さらに、「捜査官が、被告人に対し、『お前の体毛が二〇三号室にあったという鑑定が出ている。』と決めつけて追及したこと」を「体毛鑑定の結果も、単に本件現場に遺留されていた体毛が被告人の体毛に類似するというにすぎず、被告人以外の者の体毛である可能性もあるわけであるから、本件体毛鑑定の結果をもって、被告人の体毛が二〇三号室にあったと決めつけて追及することは許されない」と捜査手法を厳しく批判し、「取り調べにおいて、被告人が心理的強制を受け、その結果虚偽の不利益供述を誘発された恐れが濃厚であるから、その任意性には疑いがあると言わざるを得ない」として輿掛の不利益供述の任意性を否定した。
不利益供述の信用性について、一審判決は、102号室の住民の水音に関する証言が輿掛の「二〇三号室から二〇二号室に戻り、風呂場で足を洗い、それから顔を洗った」とする供述と一致することなどから輿掛の供述の信用性を認めたが、控訴審判決では102号室の住民の証言について「一方において、二階の騒ぎは、男の人が女の人を追い掛け回しているような感じの音であった旨、微に入り細に入った情景を証言していること、他方において、前記のとおり、二階で水を流す音は、風呂場の音よりトイレの音の方がはっきり分かるとしながら、二〇三号室の騒ぎがおさまった直後二〇五号室でトイレの水を流しているのに、その水音には気づかなかった旨、不自然な証言をもしていることを併せ考えると」「（102号室の住民）は、事件の内容を知った上で、想像をも交えながら、あたかもすべてを経験して知っているかのように証言しているのではないかという疑いが濃厚であり、ひいては、全体的に真実を証言しているのか疑わしい点が多いといわざるを得ない」などとして102号室の住民の証言自体の信用性を否定し、この証言をもとに「被告人の供述に信用性を認めることはできないものと言わざるを得ない」との判断を下した。
そして、一審での不利益供述の維持については、「発熱して約三日間も食事がとれない状況下において深夜まで取調べがなされ、被告人の体毛が被害者方にあったと執拗に追及されて、被告人の自閉的内向的性格から心的破綻に陥り、記憶がないのは飲酒の結果であるかもしれないと考えるようになり、ついには『被害者方にいた。』と思い込むようになって、その旨の不利益供述をするに至ったものである」と確認した上で、「原審公判廷において不利益供述をするまでの間、被告人と弁護人との間に十分な打合せがなされなかったこと、そのため、不利益供述をするに至った動機、原因が前記のとおりであったにもかかわらず、これに対する吟味が十分にはなされず、その思い込みから解放される手段も講じられず、その機会もなかったこと、そして、被告人にとっては、弁護人らより捜査官であるTらの方が自分のために便宜を図ってくれているという印象が強かったことが認められるので、被告人としては、捜査段階と原審公判廷との間に質的な差異がなく、公判廷における供述であるからといって、その供述の信用性に影響を与えるほどの状況の変化はなかったものと認められる」「また、弁護人においても、被害者方にあった体毛が被告人に由来するかどうか、証拠に対する検討が必ずしも十分には行われていなかったこともあって、有罪ではないかとの心証を抱いており、そのため、原審第一二回公判期日においては、誘導によって、被告人の原審第一回及び第二回公判期日における不利益供述を肯定する旨の供述を引き出しているほどである」として、「公判廷における不利益供述であるからといって」「安易にその信用性を認めることには躊躇せざるを得ない」とした。
これらから、控訴審判決は、輿掛の不利益供述について「被告人が犯人であることの有力な決め手の一つであるとした原判決の判断は、是認することができない」として一審判決の判断を退けた。
輿掛が物音などに気付かなかった点
控訴審判決は、近隣住民が聞いている203号室からの物音などに気づかなかったと話していたことが輿掛が犯人と疑われるきっかけの一つとなったとし、この点についても考察した。控訴審判決では、「二〇三号室の近隣居住者らは、本件犯行当時の二〇三号室の物音や騒ぎに気づいているのであるから、隣室にいた被告人がこれに気づかなかったというのは、一応不自然なことのようにも思われる」としつつも、「被告人は、テレビの音量を大きくしたまま、うつらうつらしたり寝入ったりしていたというのであるから、そうであるとすれば、気づかなかったということも十分考えられるところである」とした。また、輿掛が事件当夜23時前ころまで大音量でかけていたステレオの音を、近隣住民の多くが聞いているにもかかわらず102号室の住民はうたた寝していて気づかなかったと証言していることをあげ、「被告人が本件犯行当時二〇二号室にいながら二〇三号室の物音や騒ぎに気づかなかったとしても、このことをもって、被告人が犯人ではないかとの疑いを抱かせるほど不自然なこととは思われない」と判断した。
そして、控訴審判決は最後に「被告人が犯人でないことを示唆する事柄について」という章を立て、より踏み込んだ判断を下した。
被告人が犯人でないことを示唆する事柄について
近隣住民が「どうして」「教えて」という声を聞いていることや、「犯人は、深夜であるのに、二〇三号室に何らのいざこざもなしに入り得たようにうかがえる」ことから、「犯人は、被害者と親しく、かつ、信頼関係のある者ではなかろうかと強く推測される」と判示し、さらに、輿掛が警察官に「何しよるか」と声をかけたことや、この警察官や201号室の住民、新聞記者と言葉を交わした際も不審な様子はなく落ち着いた態度で対応していたことを、「強姦や殺人といった凶悪な犯罪を犯した直後の犯人の言動としては通常考え難い」とした。
控訴審判決は、単なる無罪判決にとどまらず別の真犯人の存在を示唆する完全無罪判決であった。後に弁護団はこの判決を「望み得る最高の判決」と評した。
永松裁判長が判決言い渡しを終えると、法廷は再び大きな拍手と歓声に包まれた。その中から、退廷しようとする永松裁判長の背中に向けて傍聴席からひときわ大きな声が上がった。「裁判長! 私はあなたを尊敬します!」 永松裁判長は一瞬その歩を止めたが、振り返ることなく法廷を後にした。
無罪判決後、福岡県弁護士会館で記者会見と報告集会が開かれた。その後、輿掛と弁護団、支援者はすぐに大分に向かい、判決当日の19時30分から大分県労働福祉会館でも報告集会が行われた。大分での報告集会には250名超が参加して、輿掛の完全無罪判決を祝った。

## 裁判後

### 時効成立
1995年（平成7年）6月30日の福岡高裁の無罪判決を受けて大分県警は、「裁判の当事者ではない」として記者会見は行わず、刑事部長が「捜査は適切に行われたと確信している」とする談話を発表した。判決内容が警察の捜査を批判している点については、「詳しく判決文を読まないとわからない」とだけ述べた。
上告期限を翌日に控えた7月13日、福岡高等検察庁は上告を断念し、輿掛の無罪が確定した。会見した福岡高検の次席検事は、捜査も起訴も理解できるとしながらも、「控訴審のように証拠評価されても仕方のない面もある。最高検とも協議した結果、記録の積み重ねで勝負する最高裁で二審判決を覆すのは、法律上不可能と判断した」と上告断念の理由を説明し、「争点となった輿掛さんの不利益供述（自白）が、不完全な形にとどまり、不明な点が多く、『自白』ととらえるべきではなかった。欲を言えばもっと完全な捜査をしてほしかった」と述べた。検察がこのように警察を批判するのは異例である。大分県警も無罪確定を受けて刑事部長がコメントを発表したが、「警察としては捜査を尽くした。現時点では捜査すべき事柄はないと考える」として再捜査は行わない意向を明らかにした上で、「二審無罪の判決を謙虚に受け止め、今後の捜査に生かしたい」と述べるにとどまった。また、輿掛に対する謝罪の意思を問われると、「捜査は法律にのっとって行われたので、必要はないと考える。被害者のご家族には、精一杯捜査を行ったことをご理解いただきたい」と答えた。
12月6日、救援会の会員で大分県議会議員になっていた久原和弘が、県議会一般質問で大分県警本部長に対して輿掛や被害者家族への謝罪の意思の有無を問うた。「高裁判決が厳しく指摘した杜撰かつ非科学的な捜査によって、輿掛さんは一生の一番輝かしい時期に鉄格子のなかに閉じ込められ、かけがえのない青春を無残にも奪われました。この間の本人と家族の苦労を思えば言葉もありません」「さらに、まだ時効まで一年近くあるというのに、警察当局は”県警としての捜査は尽くした。現時点で捜査すべき事柄はない“と述べています。かけがえのない我が子を無残にも奪われ、その無念の思いを、輿掛さんを犯人と信じ、憎むことでいやしてこられた被害者のご遺族のお気持ちを考えると、この談話には何とも言えぬやりきれなさを覚えます。この輿掛さんと被害者のご遺族に対しては、心からの謝罪と償いの意思表示が不可欠と思いますが、県警本部長のご見解をうかがいたい」と質す久原議員に対して、竹花豊本部長は、「適法かつ慎重にできる限りの捜査を行って検挙、送致した」と謝罪の必要はないとの考えを示し、報道を引用する形で、福岡高検次席検事も「捜査は適正で起訴も正しかったと、その談話の中で述べている」として、「高裁判決の内容については捜査機関として謙虚に受けとめ」「今後の捜査に生かしてまいりたい」と答弁した。
1996年（平成8年）6月28日0時、みどり荘事件は公訴時効を迎えた。大分県警は「市民からの新しい情報提供はなかった」などとする刑事部長の談話を発表した。これに対して輿掛は、「情報収集の努力をせずに、そういうことを言うのはおかしい」と批判した。また、同志社大学教授の浅野健一も、「捜査当局は時効ぎりぎりまで精一杯の捜査を展開することで、公務員としての遺族への責任を果たすべき」と批判した。

### 被告人のその後
1995年（平成7年）8月3日、大分市内のホテルで「輿掛さんの完全無罪を祝い、新スタートを励ます会」が開催され、120名余りが参加した。13年間を拘置所で過ごした輿掛は、太陽の下で体を動かして働きたいと自動車の運転免許を取得し、11月1日からは大分県特殊技能センターでフォークリフト・移動式クレーン・車両系建設機械など7つの特殊免許を取得して、1996年（平成8年）4月1日に大分市内の石材会社に就職した。1999年（平成11年）、不況の影響で石材会社からリストラにあったが、その後は自らダンプカーを購入し、ダンプ運転手として働いた。
輿掛は、仕事のかたわらボランティア活動や労働組合運動にも積極的に関わった。みどり荘事件をきっかけに大分県で始まった当番弁護士制度を支える「当番弁護士制度を支援する市民の会・大分」、弁護団の弁護士が関わっていた労働組合「大分ふれあいユニオン」、「HIV患者を支える会」や「ハンセン病国家賠償訴訟を支える会」などで活動し、大分ふれあいユニオンでは書記次長、ハンセン病国家賠償訴訟を支える会では事務局長を務めた。
1996年（平成8年）5月26日、輿掛の社会復帰を見届けた救援会は総会を開き、当番弁護士制度を支える「当番弁護士制度を支援する市民の会・大分」に発展させることを決めて解散した。弁護団は、1997年（平成9年）に、みどり荘事件の弁護活動をまとめた『完全無罪へ13年の軌跡-みどり荘事件弁護の記録』を出版した。

## 評価・影響

### 裁判自体に対する評価
ノンフィクション作家の小林道雄は、著書の中で一審判決を評して「裁判官は法廷の雛壇に目を開けて座ってはいただろう。だが、その目ははたして覚めていたのかどうか」と述べて『夢遊裁判』と名付けた。この言葉は、みどり荘事件の裁判を表す言葉として広く人口に膾炙した。
弁護団の安東弁護士は、控訴審判決を「望み得る最高の判決」と評価したが、小林は「私としてもそうは思う」としつつ、控訴審判決の中の二つの点は受け入れがたいとしている。一点目は、控訴審判決が輿掛の不利益供述の任意性を否定する論拠の一つとして、輿掛が「心的ストレスに対する抵抗力が弱く、危機的状況において容易に心的破綻に陥る傾向がある」と指摘した点である。小林によれば、代用監獄で厳しい取り調べが行われれば誰でも容易に虚偽自白に追い込まれかねないのであって輿掛の心理特性が原因ではないとし、また、控訴審判決が採用した輿掛の心的特性は起訴前の精神鑑定が「犯行時に心因性ショックが見られたことから推測されるように」として認定したものであり不当なものであると指摘している。この点については、心理学者の浜田寿美男も「真っ白無罪の『最高の判決』に一点、汚点が染みているよう」と述べている。二点目は、一審での輿掛の不利益供述の維持について、輿掛と弁護団の意思疎通が不十分で「不利益供述に対する吟味が十分になされず、その思い込みから解放される手段も講じられ」なかったとした点である。弁護団が控訴審で痛烈な自己批判を展開した成果ではあっても、一審の無期懲役判決は「あまりにも愚かな一審裁判官の質にあった」のであって、弁護団の責任であったかのような表現には抵抗があるとしている。
また、久留米大学准教授の森尾亮らは、一審判決の事実認定は警察や検察の立てたストーリーを事実に基づかずに「あり得べからざることではない」と単に主観的に同意しただけのものに過ぎないと批判し、一審判決が有罪の根拠とした事実認定を否定した控訴審判決をすぐれた判決として高く評価している。ただし、控訴審がその判決を下すまでに6年3か月を要していること、203号室に輿掛の指紋がなかったことに触れていないことを控訴審の問題点として指摘している。

### DNA鑑定に関する批判
みどり荘事件は、裁判所の職権でDNA鑑定が実施された日本で最初の裁判となった。鑑定人である三澤教授らは、10年以上前の試料の分析方法としてDNA鑑定の中でも最先端といえたマイクロサテライトを用いたACTP2法を採用した。それまで日本ではACTP2法によるDNA鑑定が行われたことはなく、マイクロサテライトを用いたDNA鑑定自体が日本では初めてであった。
この鑑定は控訴審判決で信用性を否定されたが、弁護団などは、それ以前の問題として、こうした発展途上の技術を刑事鑑定に用いたことを批判している。すなわち、被告人の運命を左右する刑事鑑定においては、仮説と実験を繰り返す科学研究とは違って間違いは絶対に許されないのであるから、鑑定の基礎となる理論が専門家の間で広く承認されており、かつ、鑑定手段も技術的に確立されたものである必要があり、未成熟な先進的な技術を採用することは許されないとする批判である。この点について一橋大学の村井敏邦教授は、「刑事裁判は実験場ではない。むしろ、そのような実験場とはもっともほど遠いところにあるべきものであり、最も保守的な場であることにこそ意味があるとさえいえる」と述べている。弁護団は、三澤教授らの鑑定に対する姿勢を「科学研究と刑事鑑定の違いをわきまえないもの」「犯罪の成否を左右するという、鑑定人としての社会的責任を自覚してなかった」と批判している。
また、みどり荘事件では、弁護団が鑑定人に鑑定資料を提出させることで、鑑定の経過や手法を検証することができた。もしそうでなかったなら、DNA鑑定の結果をもって科学の名のもとに冤罪が継続する可能性があった。このことから、こうした先進的な科学技術を刑事裁判で採用する際には、鑑定結果を盲信するのではなく、具体的な鑑定経過の資料を開示させて、裁判に関わる法律家が信頼性を自ら判断できるようにすることが必要であると指摘されている。

### 報道に対する批判

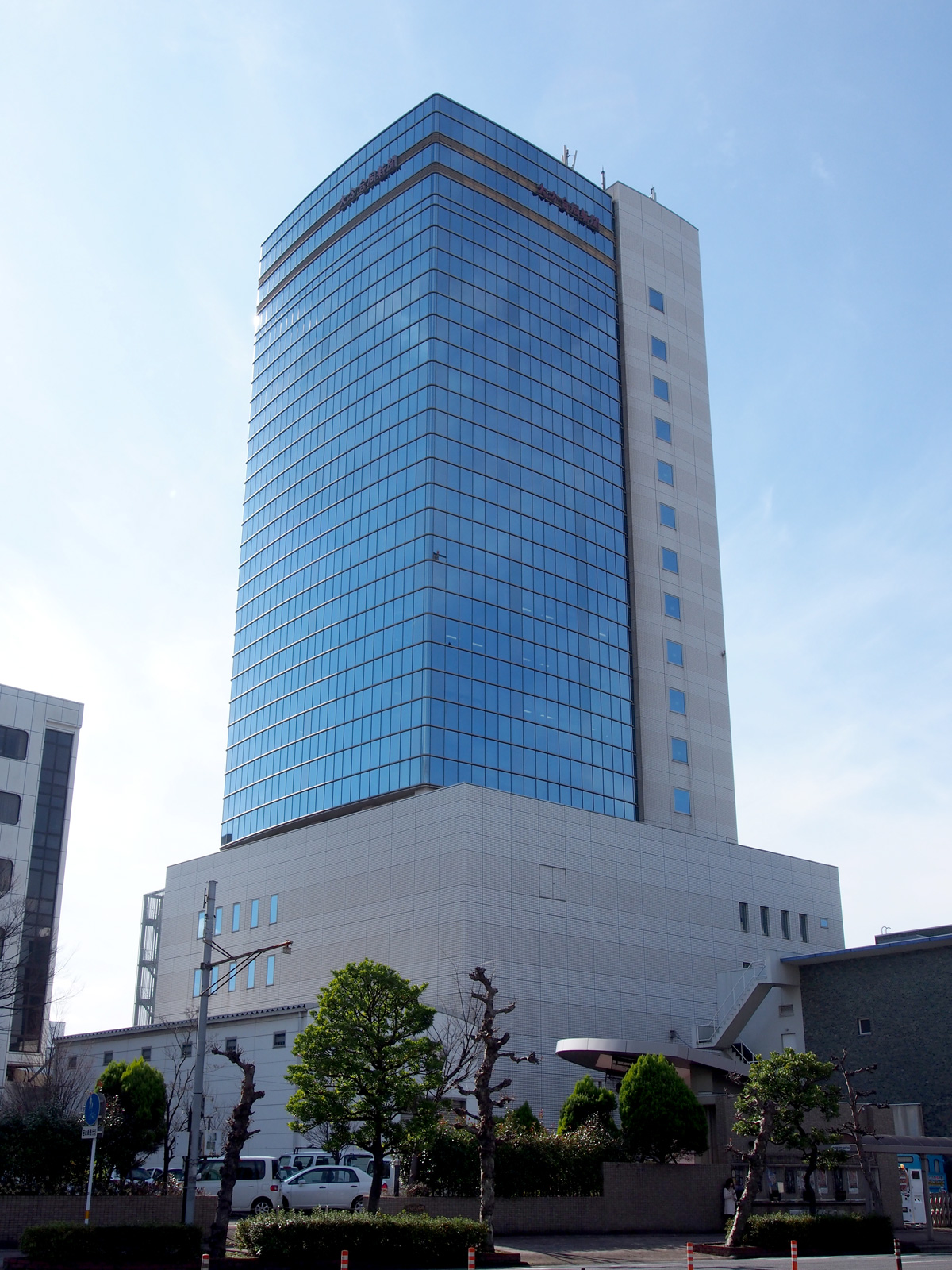
大分合同新聞本社（1995年竣工）

1981年（昭和56年）6月30日に輿掛が2回目の事情聴取を受けて以降、マスメディアは輿掛を重要参考人として犯人視する報道を続けた。支援者らによれば、こうした報道は地元紙の大分合同新聞が最もひどかったという。大分合同新聞は、6月30日の夕刊で「重要参考人を呼ぶ-若い会社員を追及」という見出しで「Aに対する二十九日までの事情聴取の中でも、Aの主張するアリバイには確固とした裏付けがなく、捜査本部ではAの追及に全力を挙げている」と報じたのに始まり、7月9日には「捜査難航-乏しい物証-交友関係者はシロ?」として「捜査本部では、すでに重要参考人として事情を訊いた大分市内の若い会社員を依然マークして身辺捜査を続ける」とする記事を載せ、7月30日には「捜査に焦りの色も」と題して「捜査開始当初から捜査本部が強い疑惑を捨てていない人物が大分市内の会社員Aだ」とし、隣室にいながら物音を聞いていないと主張していることや新しい傷があったことなど「多くの不審点が浮かんでおり、身辺捜査を通じて出てきた関連情報からも疑惑は消えていない」と報じた。さらに、9月27日には「詰めの捜査へ-消去法で絞り込む」という見出しで捜査本部長である藤波重喜大分署長のインタビューを載せ、この中で輿掛について聞かれた藤波署長は、「特定の人物については逮捕もしていないのにどうこう言うことはできない」としつつも「これまでリストアップした中に犯人が必ずいる」と語っている。
逮捕当日の1982年（昭和57年）1月14日には、大分合同新聞の朝刊に「”隣室の男”逮捕へ」の大見出しの下、「女子短大生殺人事件　体毛、血液型が一致　大分県警が断定」「事件直後、新しい傷」に続き、小さく「本人は否認のまま」という見出しが紙面に踊った。記事では、202号室で他の女性と同棲していた「大分市内の会社員A」の逮捕令状を請求と報じていた。その日の夕刊では、手錠をかけられて連行される輿掛の写真を大きく載せて「ホテル従業員逮捕」「執念……7カ月ぶりに-ムッツリした犯人・輿掛」と報じ、翌15日の朝刊では、「けさから本格追及-短大生殺しの輿掛　いぜん否認続ける」の見出しで「是が非でも輿掛を自供に追い込む構え」「輿掛はふだんはおとなしいが、酒を飲むと狂暴になるタイプ」などと報じた。そして、1月22日の朝刊では、輿掛の「自供」を発表する藤波署長の写真を載せ、「輿掛やっと自供」「『私に間違いない　恋人とけんか……カッと』」「良心ゆさぶる説得で……」の見出しの下、「事件直後の捜査本部による数回の取調べに対して、ふてぶてしいほどに犯行を否認し続けた輿掛も、捜査本部の長期にわたる執念の捜査によって得た体毛の鑑定結果やその他多くの状況証拠の前に屈した」「二一日までに輿掛は『私がやったのに間違いありません。遺族や市民の方に迷惑をかけて申し訳ありません』と犯行を全面的に自供した」「この自供により、難事件といわれた女子短大生殺人事件は七カ月ぶりに一気に全面解決へ向かう」と報じた。また、犯行の動機として、輿掛が「恋人とケンカし、彼女がアパートを飛び出したのでムシャクシャして酒を飲んでいた。そこへ（被害者名）が帰ってきたので……」と供述しているとされたが、そのような供述調書は存在しない。
逮捕までは匿名ではあったが、地域社会では誰のことかは周知のことであり、輿掛はもとより親類までが報道被害を受けた。輿掛によれば、報道後、母親はパートや銭湯にも行きづらくなり、逮捕後は長姉の元に引き取られたが、その姉たちも嫁ぎ先で肩身の狭い思いをし、うち一人は離婚している。珍しい姓であったため「輿掛」の名前では仕事につけず、嫌がらせ電話が絶えないため電話番号を変えて電話帳にも載せないようにしたという。
当時のマスコミのこうした報道姿勢に対して、弁護団は、無罪推定の原則を尊重する姿勢に欠け、自白偏重の捜査など権力の行き過ぎをチェックするマスコミの使命は全く見いだせないとし、これらの記事を読んだ近隣住民などの証言や裁判官の心証に大きな影響を与えることになったと批判している。ノンフィクション作家の小林道雄も、こうした警察発表を垂れ流すだけの報道は裁判官に予断を生じさせることになり、起訴状一本主義は有名無実と化すとし、「輿掛さんを犯人にしたのは、警察・検察・一審裁判所の三者であり、それに加えてマスコミが輿掛さんを抹殺しようとした。この四者すべてが謝罪していない」「この四者の中でマスコミはいち早く謝罪し、他の三者にも謝罪するように迫るべきだ」と主張している。
1995年（平成7年）6月30日の無罪判決を受けて、大分合同新聞は翌日の朝刊で「DNA鑑定の信用性否定」「『別に真犯人』を示唆」と報じ、「『科学鑑定』に警鐘　自白偏重にも反省促す」とする解説記事を掲載した。他社も、「現代型冤罪」「自白偏重主義」「危険な予断捜査」「真犯人像を示す」などと警察を批判する記事を掲載した。西日本新聞は、時効成立前日の1996年（平成8年）6月27日から5日間、当時の報道姿勢に対する自戒を込めた「時効　それぞれの15年」という記事を連載した。しかし、当時の報道について輿掛に謝罪した報道機関はなかった。みどり荘事件の報道を検証した同志社大学教授の浅野健一らによるアンケートでは、報道各社は輿掛に謝罪しない理由として「謝罪の要求を受けていない」などとした。しかし、輿掛や弁護団などは、「自分に非があるとわかっているのなら、こちらから謝罪の要求をしなくとも自主的に謝るのが常識だ」として、自発的謝罪を求めている。また、大分合同新聞は「輿掛さん本人がいったん自白した」ことを謝罪しない理由の一つとしたが、これに対して浅野教授らは、公判記録から輿掛の供述が「自白」とは呼べないことは明白であると批判している。
弁護団は、報道機関に対して、輿掛が無実であったことを根気強く報道し、読者の誤解を解くよう努力する責任があると主張している。浅野教授らも、地方の事件では地元のメディアの影響力が大きくそれだけ責任も重いとして、大分合同新聞が率先して謝罪と検証を行って輿掛や家族の社会復帰を支援するのが地元メディアの役割であると提言している。浅野教授は、著書の中で「みどり荘事件報道の検証を怠り、報道改革に努力しないマスコミ人はジャーナリストの名に値しない」と述べている。

### 当番弁護士制度の創設
徳田弁護士は、みどり荘事件での起訴前からの弁護活動に大きな悔いを抱いていた。それは、「もし、逮捕直後からついていて連日の接見を必ず確保していたら、あんな自白は絶対になかった」「輿掛さんとの意思疎通がうまく行かず、報道に影響されて、弁護団も輿掛さんが現場にいたのは間違いないと思ってしまった。逮捕直後の弁護活動がいかに重要かを再認識させられた」という反省であった。
このみどり荘事件の反省に立って、徳田弁護士は「起訴前弁護はあらゆるケースに必要ですが、否認事件には特に徹底的に保障されなければならない」「なんとしてでも自分たちが先頭に立って当番弁護士制度をやり抜かなければ」との決意のもと当番弁護士制度の発足に奔走し、1990年（平成2年）9月14日、大分県弁護士会が日本で初めての当番弁護士制度「起訴前弁護人推薦制度」をスタートさせた。